# Soultz-Haut-Rhin
Pour les articles homonymes, voir Soultz.
Soultz-Haut-Rhin [sults o ʁɛ̃]  (dont le nom local est simplement Soultz) est une commune française située dans l'aire d'attraction de Mulhouse et faisant partie de la Collectivité européenne d'Alsace (circonscription administrative du Haut-Rhin), en région Grand Est.
Elle est située à 19 km au nord-ouest de Mulhouse, dans la région historique et culturelle d'Alsace. Dans le découpage social-économique, elle fait plus précisément partie de la zone appelée le Sud-Alsace.
Ses habitants sont appelés les Soultziens et les Soultziennes.

## Géographie

### Localisation
Ville de l'arrondissement de Thann-Guebwiller, dans le département du Haut-Rhin, est bordée par les cantons d'Ensisheim, de Rouffach, de Guebwiller, et par les cantons de Saint-Amarin, de Thann, et de Cernay. Le territoire est en partie montagneux et en partie situé dans la plaine. La ville est située à 27 km de Colmar et 20 km de Mulhouse.
C'est une des 201 communes, réparties sur quatre départements (les Vosges, le Haut-Rhin, le Territoire de Belfort et la Haute-Saône), du parc naturel régional des Ballons des Vosges.

Le terroir de la commune présente la particularité d'être séparé en deux parties bien distinctes.
| Murbach            | Rimbach-près-Guebwiller         | Rimbachzell |
| Goldbach Altenbach | Soultz-haut-Rhin (partie ouest) | Jungholtz   |
| Willer-sur-Thur    | Wattwiller                      | Wuenheim    |

| Jungholtz       | Guebwiller                    | Issenheim   |
| Wuenheim        | Soultz-haut-Rhin (partie est) | Raedersheim |
| Hartmannswiller |                               | Bollwiller  |

### Lieux-dits et écarts
La commune de Soultz-Haut-Rhin possède une enclave située au nord-est de Goldbach-Altenbach.

#### Les villages disparus
Près de Soultz existait le village d'Alschwiller (Alswiller en 1135, Almswilr en 1265) détruit en 1375 ou 1376 par les Routiers. Au canton de Soultz dit Orschwillerburg (Alschwillerburg), se dessine la butte de Saint-Georges qui renferme les ruines d'un burg. À côté de cette butte se dressait la chapelle de Saint-George et la statue équestre de ce saint (1202). Un autre village était Alrichswiller en 848, sans doute situé près du petit ruisseau appelé Hechtengraben.

### Géologie et relief
Le territoire communal se trouve au nord du bassin potassique alsacien et du bassin houiller sous-vosgien.
Hydrogéologie et climatologie : Système d’information pour la gestion de l’Aquifère rhénan, par le BRGM :
Territoire communal : Occupation du sol (Corinne Land Cover); Cours d'eau (BD Carthage),
Géologie : Carte géologique; Coupes géologiques et techniques,
 Hydrogéologie : Masses d'eau souterraine; BD Lisa; Cartes piézométriques.

### Sismicité
Commune située dans une zone 3 de sismicité modérée.

### Hydrographie

#### Réseau hydrographique
La commune est dans le bassin versant du Rhin au sein du bassin Rhin-Meuse. Elle est drainée par le Rimbach, le Wuenheim, le ruisseau Guttenbachrunz, le ruisseau Lautenbaechlein et le Fridolinsbach,,.
La ville de Soultz s'est construite autour d'une source d'eau salée qui est à l'origine de son nom,.
Le Rimbach, d'une longueur de 18 km, prend sa source dans la commune  et se jette  dans le Lohbach à Ungersheim, après avoir traversé huit communes.
Le Wuenheim, d'une longueur de 13 km, prend sa source dans la commune  et se jette  dans le Lohbach à Feldkirch, après avoir traversé quatre communes.

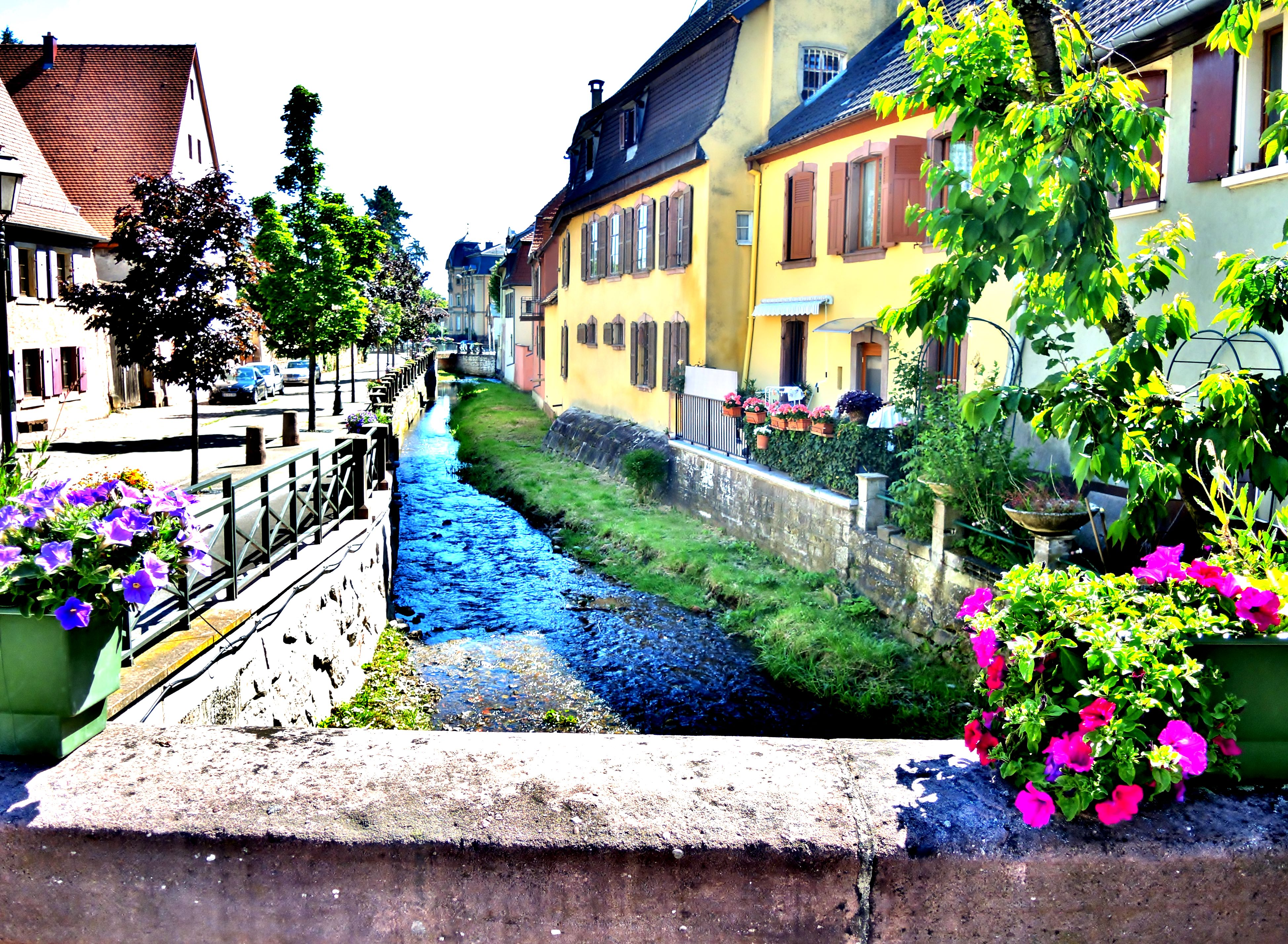
Ruisseau le Rimbach.
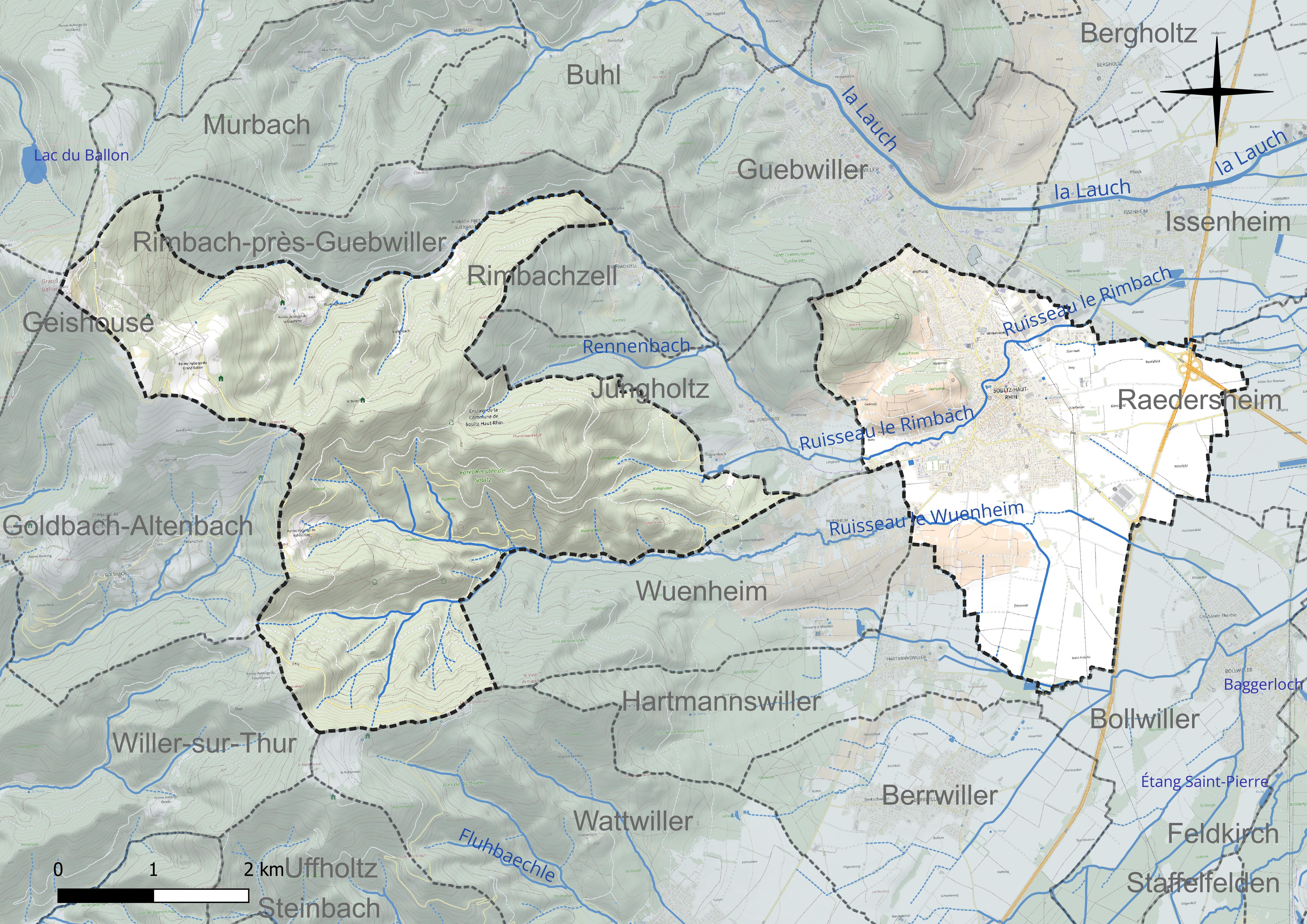
Réseau hydrographique de Soultz-Haut-Rhin.

#### Gestion et qualité des eaux
Le territoire communal est couvert par le schéma d'aménagement et de gestion des eaux (SAGE) « Ill Nappe Rhin ». Ce document de planification concerne la nappe phréatique rhénane, les cours d'eau de la plaine d'Alsace et du piémont oriental du Sundgau, les canaux situés entre l'Ill et le Rhin et les zones humides de la plaine d'Alsace. Le périmètre s’étend sur 3 596 km2. Il a été approuvé le 17 janvier 2005. La structure porteuse de l'élaboration et de la mise en œuvre est la région Grand Est.
La qualité des cours d’eau peut être consultée sur un site dédié géré par les agences de l’eau et l’Agence française pour la biodiversité.

### Climat
Pour des articles plus généraux, voir Climat du Grand Est et Climat du Haut-Rhin.
En 2010, le climat de la commune est de type climat des marges montargnardes, selon une étude du Centre national de la recherche scientifique s'appuyant sur une série de données couvrant la période 1971-2000. En 2020, Météo-France publie une typologie des climats de la France métropolitaine dans laquelle la commune est exposée à un climat semi-continental et est dans la région climatique  Vosges, caractérisée par une pluviométrie très élevée (1 500 à 2 000 mm/an) en toutes saisons et un hiver rude (moins de 1 °C).
Pour la période 1971-2000, la température annuelle moyenne est de 10,2 °C, avec une amplitude thermique annuelle de 17,2 °C. Le cumul annuel moyen de précipitations est de 751 mm, avec 8,9 jours de précipitations en janvier et 9,3 jours en juillet. Pour la période 1991-2020, la température moyenne annuelle observée sur la station météorologique de Météo-France la plus proche, « Guebwiller », sur la commune de Guebwiller à 3 km à vol d'oiseau, est de 11,4 °C et le cumul annuel moyen de précipitations est de 919,6 mm. 
La température maximale relevée sur cette station est de 39,9 °C, atteinte le 13 août 2003 ; la température minimale est de −16,3 °C, atteinte le 20 décembre 2009,,.
| Mois                                  | jan.             | fév.           | mars           | avril         | mai             | juin          | jui.          | août           | sep.          | oct.          | nov.            | déc.           | année      |
| ------------------------------------- | ---------------- | -------------- | -------------- | ------------- | --------------- | ------------- | ------------- | -------------- | ------------- | ------------- | --------------- | -------------- | ---------- |
| Température minimale moyenne (°C)     | −0,6             | 0              | 2,6            | 5,9           | 9,9             | 13,3          | 14,9          | 14,6           | 10,9          | 7,3           | 3               | 0,3            | 6,8        |
| Température moyenne (°C)              | 2,4              | 3,7            | 7,2            | 11,2          | 15,3            | 18,7          | 20,5          | 20,3           | 16,1          | 11,5          | 6,3             | 3,2            | 11,4       |
| Température maximale moyenne (°C)     | 5,5              | 7,4            | 11,9           | 16,6          | 20,6            | 24,2          | 26            | 25,9           | 21,2          | 15,7          | 9,5             | 6,1            | 15,9       |
| Record de froid (°C) date du record   | −13,5 02.01.1997 | −14,6 05.02.12 | −12,3 01.03.05 | −3,3 04.04.22 | 0,6 06.05.19    | 4,1 04.06.01  | 7 09.07.1996  | 5,3 28.08.1998 | 2 30.09.1995  | −4,2 24.10.03 | −9,9 23.11.1998 | −16,3 20.12.09 | −16,3 2009 |
| Record de chaleur (°C) date du record | 20,2 01.01.23    | 22,5 25.02.21  | 26,9 31.03.21  | 29,2 22.04.18 | 33,2 29.05.1999 | 37,7 18.06.22 | 37,8 19.07.22 | 39,9 13.08.03  | 34,5 15.09.20 | 31,4 02.10.23 | 23,7 07.11.15   | 20,1 31.12.22  | 39,9 2003  |
| Précipitations (mm)                   | 92,9             | 76,5           | 71,8           | 59,7          | 80,7            | 73,7          | 66            | 70,9           | 59,9          | 80,6          | 76,3            | 110,6          | 919,6      |

| Diagramme climatique                                  |          |             |             |             |              |          |              |              |             |          |             |
| J                                                     | F        | M           | A           | M           | J            | J        | A            | S            | O           | N        | D           |
| 5,5−0,692,9                                           | 7,4076,5 | 11,92,671,8 | 16,65,959,7 | 20,69,980,7 | 24,213,373,7 | 2614,966 | 25,914,670,9 | 21,210,959,9 | 15,77,380,6 | 9,5376,3 | 6,10,3110,6 |
| Moyennes : • Temp. maxi et mini °C • Précipitation mm |          |             |             |             |              |          |              |              |             |          |             |

Les paramètres climatiques de la commune ont été estimés pour le milieu du siècle (2041-2070) selon différents scénarios d'émission de gaz à effet de serre à partir des nouvelles projections climatiques de référence DRIAS-2020. Ils sont consultables sur un site dédié publié par Météo-France en novembre 2022.

### Voies de communications et transports

#### Voies routières
- D4 b vers Raedersheim[19],
- D5 vers Wuenheim,
- D5.1 vers Jungholtz,
- D429 vers Bollwiller.

#### Transports en commun
- Transports en Alsace.
- Fluo Grand Est.

#### SNCF

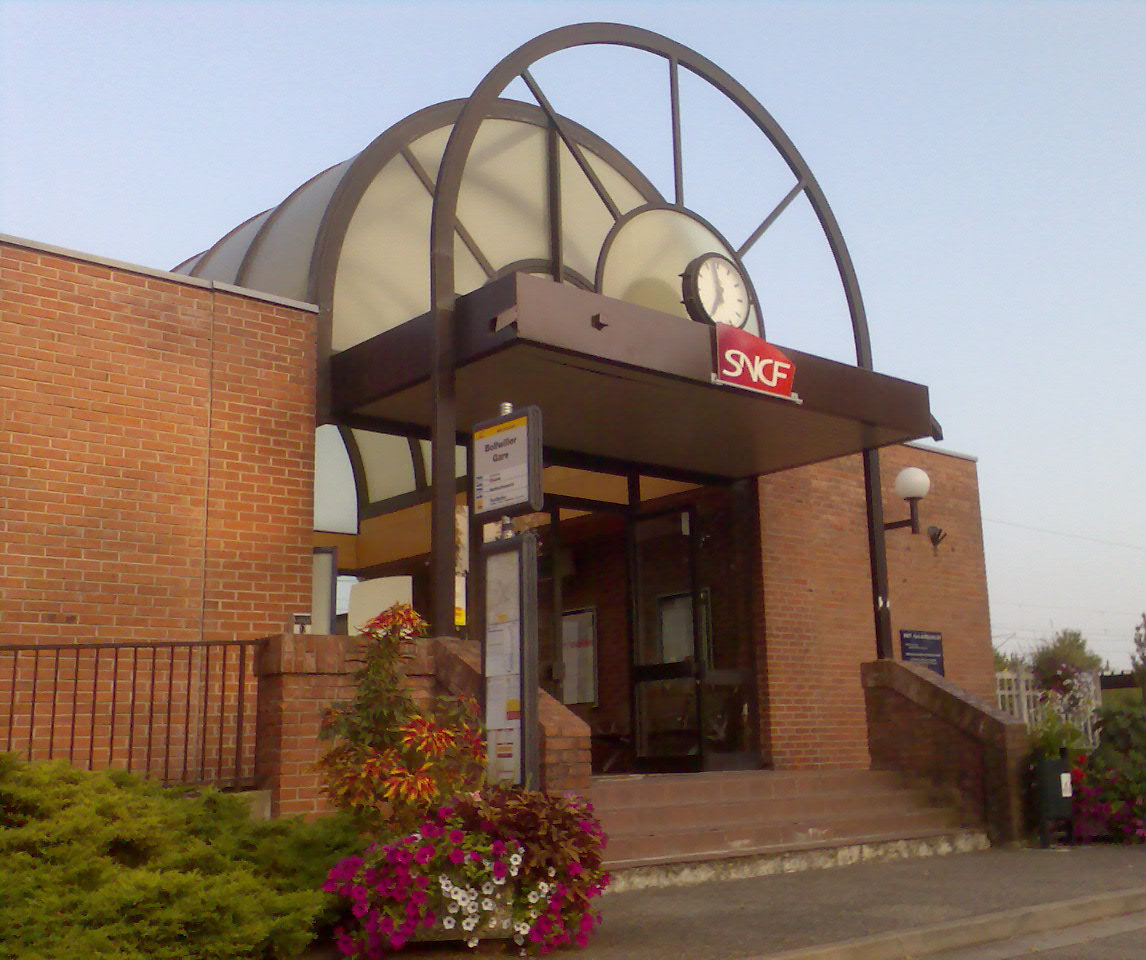
Gare de Bollwiller.

- Gare de Raedersheim,
- Gare de Bollwiller,
- Gare de Merxheim,
- Gare de Staffelfelden,
- Gare de Wittelsheim.

### Intercommunalité
Commune membre de la Communauté de communes de la Région de Guebwiller.

## Urbanisme

### Typologie
Au 1er janvier 2024, Soultz-Haut-Rhin est catégorisée centre urbain intermédiaire, selon la nouvelle grille communale de densité à sept niveaux définie par l'Insee en 2022.
Elle appartient à l'unité urbaine de Guebwiller, une agglomération intra-départementale regroupant huit  communes, dont elle est ville-centre,,. Par ailleurs la commune fait partie de l'aire d'attraction de Mulhouse, dont elle est une commune de la couronne,. Cette aire, qui regroupe 132 communes, est catégorisée dans les aires de 200 000 à moins de 700 000 habitants,.

### Occupation des sols
L'occupation des sols de la commune, telle qu'elle ressort de la base de données européenne d’occupation biophysique des sols Corine Land Cover (CLC), est marquée par l'importance des forêts et milieux semi-naturels (63,6 % en 2018), une proportion sensiblement équivalente à celle de 1990 (63,7 %). La répartition détaillée en 2018 est la suivante : 
forêts (61,5 %), terres arables (18,6 %), zones urbanisées (8,3 %), zones agricoles hétérogènes (4,9 %), cultures permanentes (3,2 %), milieux à végétation arbustive et/ou herbacée (2,1 %), zones industrielles ou commerciales et réseaux de communication (1,4 %). L'évolution de l’occupation des sols de la commune et de ses infrastructures peut être observée sur les différentes représentations cartographiques du territoire : la carte de Cassini (XVIIIe siècle), la carte d'état-major (1820-1866) et les cartes ou photos aériennes de l'IGN pour la période actuelle (1950 à aujourd'hui).

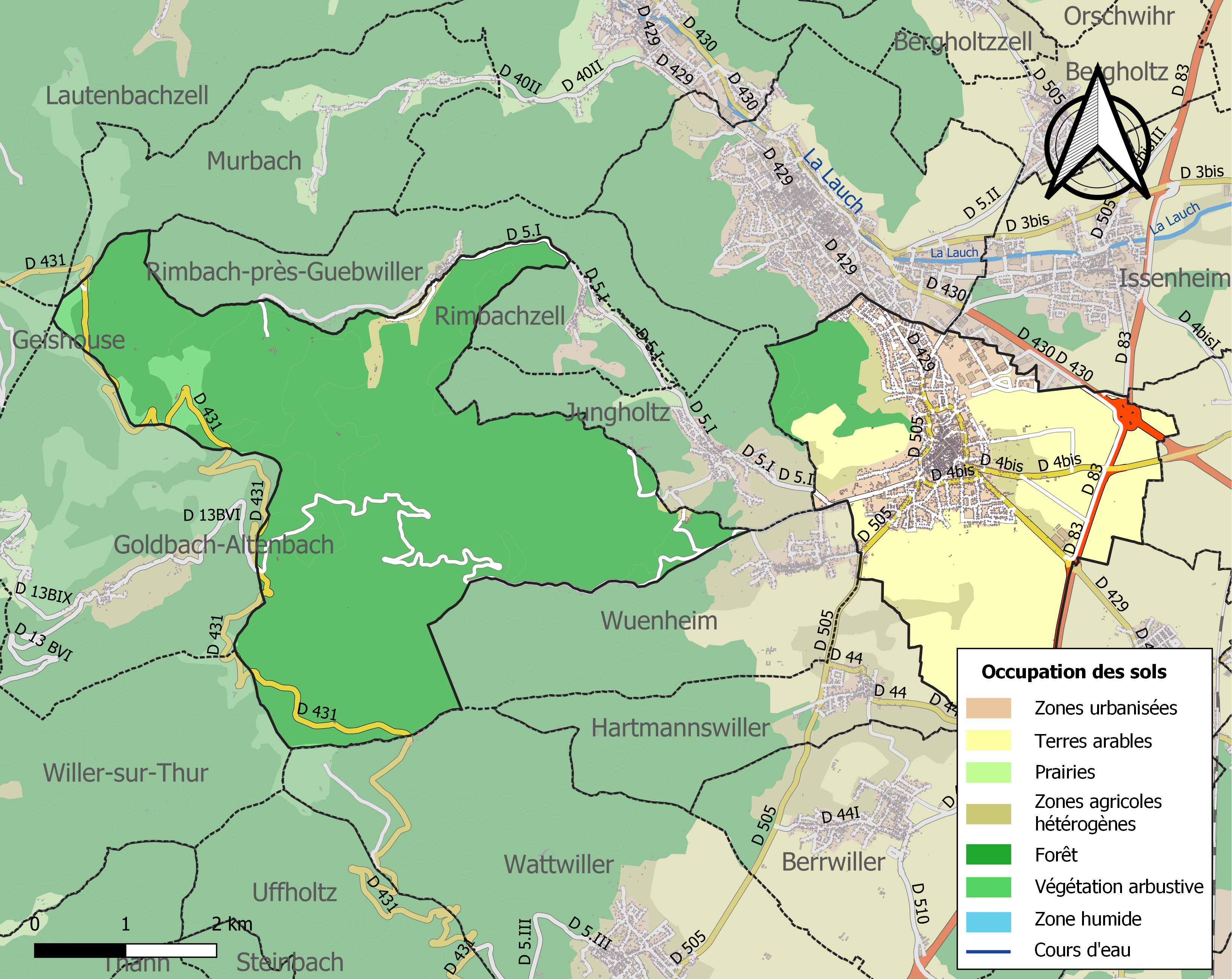
Carte des infrastructures et de l'occupation des sols de la commune
en 2018 (CLC).

## Toponymie
- 456 : Munitio Sultze
- 667 : Sulza, Sulz (« eau salée »)
- 700 : Sulze
- 1210 : Sulze
- 1251 : Oppidum Sultze
- 1284 : Ober-Soultz

## Histoire

### Origine

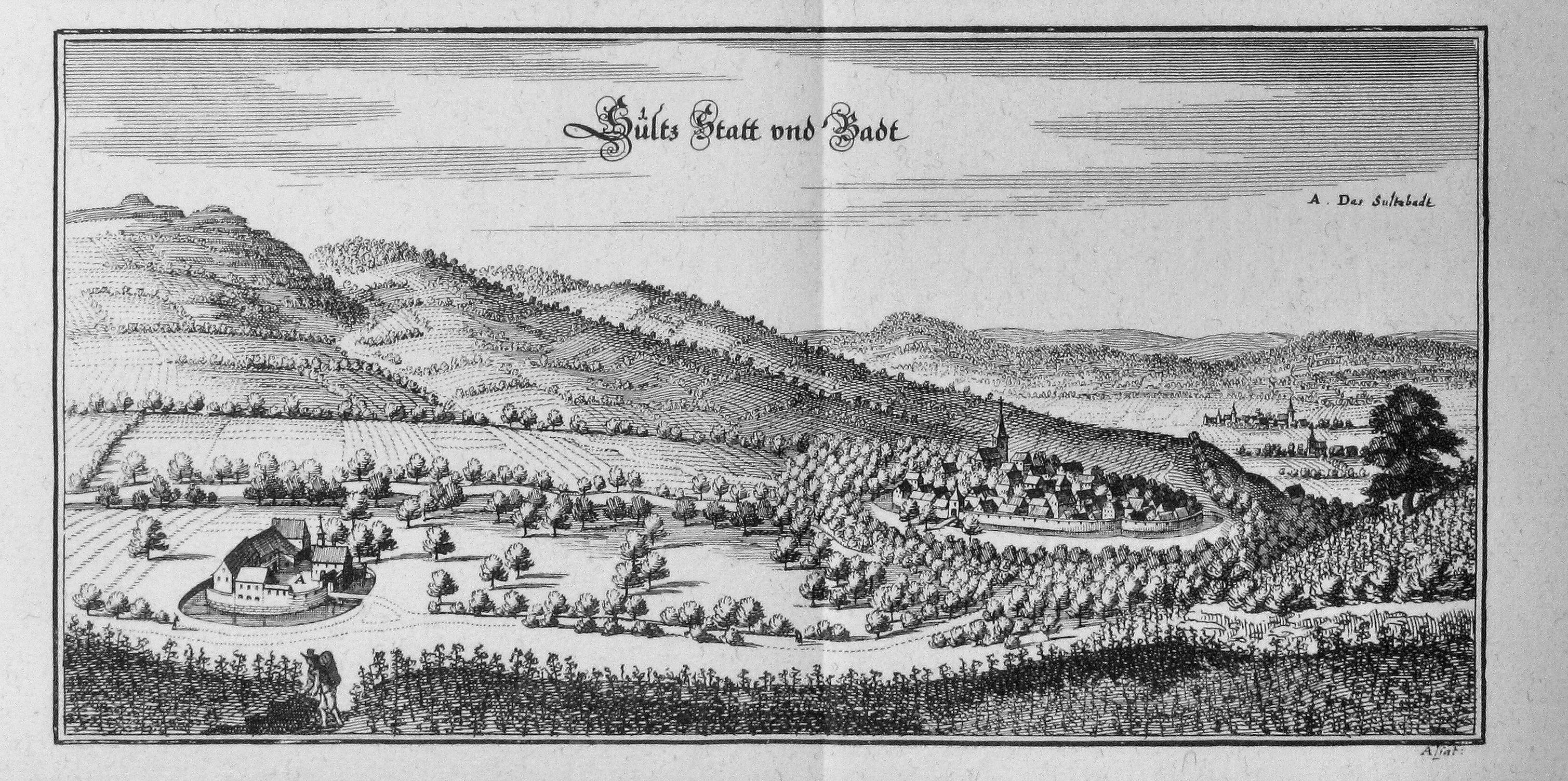
Topographia Alsatiae, Sults Statt.

Les origines de Soultz remontent au VIIe siècle. En 667, époque à laquelle Etichon-Aldaric, duc d'Alsace, père de Sainte Odile seconde à l'abbaye d'Ebersmunster, la cour seigneuriale de Soultz (curtis dominica) dont on voit encore quelques traces au lieu-dit Capell-Hof. Là, s'élevait autrefois une belle église, consacrée aux Trois-Rois, et un couvent occupé par des moines cisterciens, relevant de l'abbaye du Lieu-Croissant. En 1079 Soultz fut incorporé au haut-Mundat et resta la propriété de l'évêque de Strasbourg jusqu'en 1789. Le couvent des Capucins construit en 1632, a été converti en hospice ; à côté existait jadis la léproserie.

### Les Hospitaliers

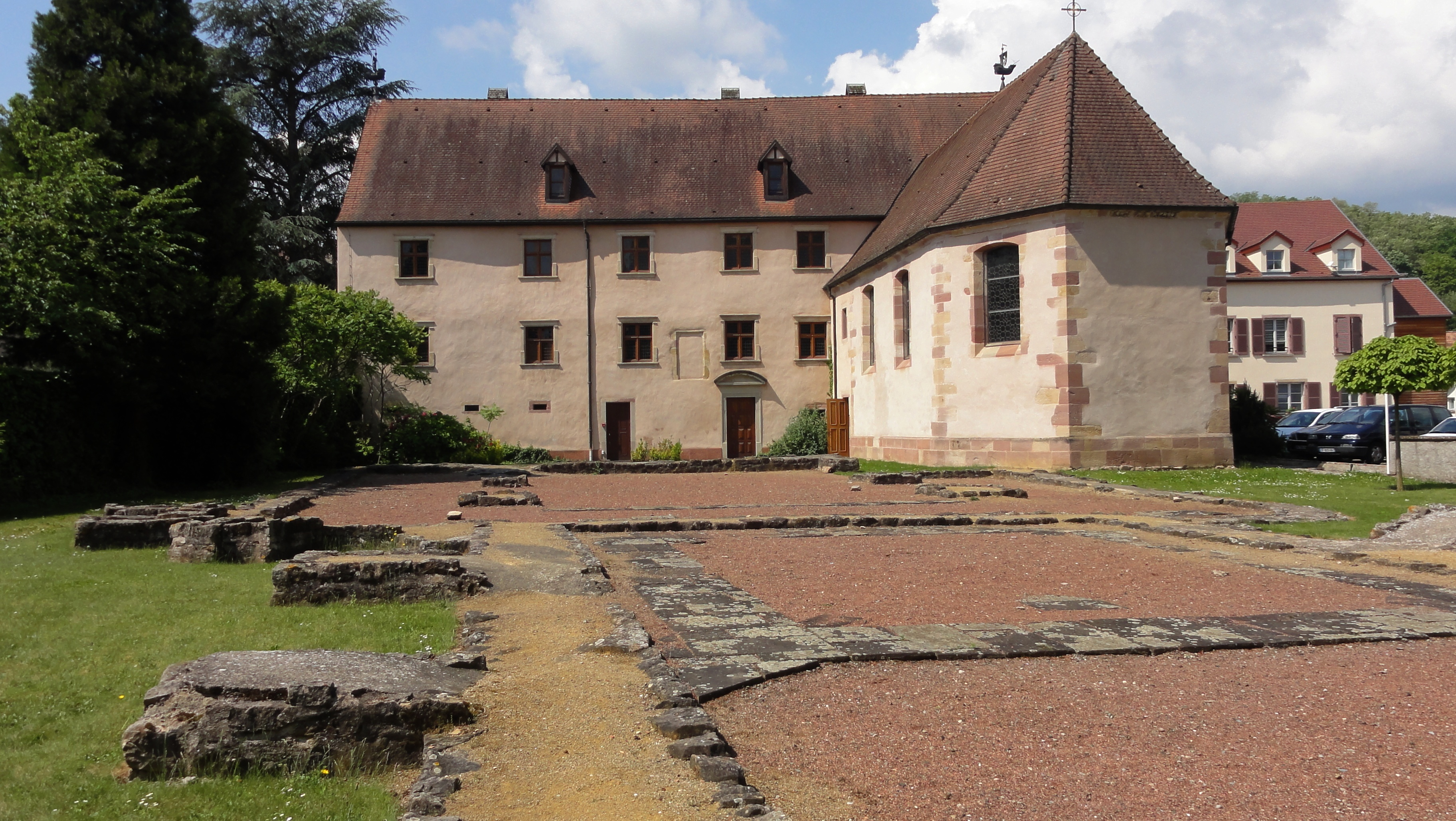
Ancienne commanderie des Hospitaliers de l'ordre de Saint-Jean de Jérusalem.

La commanderie de Soultz-Haut-Rhin des Hospitaliers de l'ordre de Saint-Jean de Jérusalem existait à Soultz depuis 1210. L'un de ses bâtiments restants abrite aujourd'hui la Nef des Jouets ; il en reste aussi quelques pierres tumulaires et deux inscriptions.

### L'architecture militaire
Il reste encore de nombreux restes des anciennes fortifications, tours et murailles du Moyen Âge. De l'antique castel de Buchneck dont parlent les Dominicains de Colmar, il ne reste plus qu'une jolie demeure. Une quinzaine de maisons, portant toutes le millésime du XVIe siècle (1515-1590), offrent cette particularité de posséder un escalier en spirale se trouvant encadré dans une tourelle qui rappelle le donjon des anciens châteaux.

### Autres curiosités
Il existait jadis à Soultz, dans une rue collatérale qui conduit vers la porte de Bollwiller, un bâtiment d'une structure très ancienne et gothique, désigné sous le nom de Heidentempel. Près de cet ancien édifice on voit le Maerzenbrunnen, source qui provient des hauteurs d'Alswiller. Dans la forêt de Soultz on aperçoit encore une énorme pierre appelé le Hexenstein ou Breitenstein. Cette pierre était sans doute consacrée au culte du Dieu-Soleil.-

### Le château de Jungholtz
Ce château se trouve à la gauche du village de ce nom et date du XIVe siècle. Après l'extinction des nobles de Jungholtz, il fut habité par les Schauenbourg. Un vaste cimetière israélite entoure les ruines du château.

### Les périodes de guerre

#### La guerre de 1870
La bataille de Wissembourg également appelée bataille du Geisberg ou encore bataille de Wissembourg-Geisberg.

#### La Première Guerre mondiale
Les destructions de la Première Guerre mondiale dans le Haut-Rhin : Soultz, Collection des photographies réalisées par le Service des dommages de guerre (1919-1920).
La commune a été décorée le 2 novembre 1921 de la croix de guerre 1914-1918.

#### La Seconde Guerre mondiale
Deux natifs de Soultz ont été décorés de la médaille de la Résistance française :
- Lucien Feder (1912-2002) par décret du 15 octobre 1945[28] ;
- Georges Werle (1896-1944), mort en déportation à Ludwigsburg décret du 16 juin 1946 à titre posthume avec rosette[29].

Un groupe de 24 jeunes nés dans la commune ont créé dès 1940 un groupe d'opposition au nazisme nommé League French section S.371.
Deux habitants ont été admis parmi les 4281 Justes parmi les nations de France pour avoir sauvé des personnes juives persécutées par le régime nazi et le gouvernement de Vichy :
- Jeanne Felten[32] ;
- Suzanne Didier[33].

### Héraldique
| Blason de Soultz-Haut-Rhin | Les armes de Soultz-Haut-Rhin se blasonnent ainsi : « De gueules à la croix d'argent cantonnée de quatre oiseaux passants de sable. » |

## Économie

### Entreprises et commerces

#### Agriculture
- Culture de céréales, de légumineuses et de graines oléagineuses.
- Élevage de vaches laitières.
- Culture de la vigne.

#### Tourisme
- Hébergements et restauration.
- Restauration collective sous contrat.

#### Commerces
- Commerces et services.

### Budget et fiscalité 2021
En 2021, le budget de la commune était constitué ainsi :
- total des produits de fonctionnement : 7 401 000 €, soit 1 029 € par habitant ;
- total des charges de fonctionnement : 6 776 000 €, soit 942 € par habitant ;
- total des ressources d'investissement : 1 677 000 €, soit 233 € par habitant ;
- total des emplois d'investissement : 2 149 000 €, soit 299 € par habitant ;
- endettement : 8 858 000 €, soit 1 232 € par habitant.

Avec les taux de fiscalité suivants :
- taxe d'habitation : 12,82 % ;
- taxe foncière sur les propriétés bâties : 30,08 % ;
- taxe foncière sur les propriétés non bâties : 75,95 % ;
- taxe additionnelle à la taxe foncière sur les propriétés non bâties : 0,00 % ;
- cotisation foncière des entreprises : 0,00 %.

Chiffres clés Revenus et pauvreté des ménages en 2020 : médiane en 2020 du revenu disponible, par unité de consommation : 23 450 €.

#### Budget et fiscalité 2013
Cette sous-section présente la situation des finances communales de Soultz-Haut-Rhin.
Pour l'exercice 2013, le compte administratif du budget municipal de Soultz-Haut-Rhin s'établit à  8 880 000 € en dépenses et 8 084 000 € en recettes :
En 2013, la section de fonctionnement se répartit en 6 078 000 €  de charges (821 € par habitant) pour 7 006 000 € de produits (947 € par habitant), soit un solde de 928 000 € (125 € par habitant), :
- le principal pôle de dépenses de fonctionnement est celui des charges de personnels[Note 7] pour une somme de 2 675 000 € (44 %), soit 362 € par habitant, ratio inférieur de 29 % à la valeur moyenne pour les communes de la même strate (513 € par habitant). Sur les 5 dernières années, ce ratio fluctue et présente un minimum de 344 € par habitant en 2012 et un maximum de 366 € par habitant en 2010 ;
- la plus grande part des recettes est constituée des impôts locaux[Note 8] pour une valeur de 2 238 000 € (32 %), soit 302 € par habitant, ratio inférieur de 33 % à la valeur moyenne pour les communes de la même strate (448 € par habitant). Depuis 5 ans, ce ratio augmente de façon continue de 267 € à 302 € par habitant.

Les taux des taxes ci-dessous sont votés par la municipalité de Soultz-Haut-Rhin. Ils ont varié de la façon suivante par rapport à 2012 :
- la taxe d'habitation sans variation 12,82 % ;
- la taxe foncière sur le bâti constante 14,91 % ;
- celle sur le non bâti égale 75,95 %.

La section investissement se répartit en emplois et ressources. Pour 2013, les emplois comprennent par ordre d'importance :
- des dépenses d'équipement[Note 10] pour une somme de 2 203 000 € (79 %), soit 298 € par habitant, ratio inférieur de 23 % à la valeur moyenne pour les communes de la même strate (385 € par habitant). Depuis 5 ans, ce ratio fluctue et présente un minimum de 69 € par habitant en 2012 et un maximum de 329 € par habitant en 2009 ;
- des remboursements d'emprunts[Note 11] pour un montant de 554 000 € (20 %), soit 75 € par habitant, ratio voisin de la valeur moyenne de la strate.

Les ressources en investissement de Soultz-Haut-Rhin se répartissent principalement en :
- subventions reçues pour une valeur totale de 184 000 € (17 %), soit 25 € par habitant, ratio inférieur de 64 % à la valeur moyenne pour les communes de la même strate (70 € par habitant). Depuis 5 ans, ce ratio fluctue et présente un minimum de 25 € par habitant en 2013 et un maximum de 71 € par habitant en 2010 ;
- fonds de compensation pour la TVA pour un montant de 74 000 € (7 %), soit 10 € par habitant, ratio inférieur de 76 % à la valeur moyenne pour les communes de la même strate (41 € par habitant).

L'endettement de Soultz-Haut-Rhin au 31 décembre 2013 peut s'évaluer à partir de trois critères : l'encours de la dette, l'annuité de la dette et sa capacité de désendettement :
- l'encours de la dette pour une valeur totale de 7 026 000 €, soit 949 € par habitant, ratio voisin de la valeur moyenne de la strate. Pour la période allant de 2009 à 2013, ce ratio fluctue et présente un minimum de 949 € par habitant en 2013 et un maximum de 1 106 € par habitant en 2011[A2 5] ;
- l'annuité de la dette pour une somme de 850 000 €, soit 115 € par habitant, ratio voisin de la valeur moyenne de la strate. En partant de 2009 et jusqu'à 2013, ce ratio fluctue et présente un minimum de 89 € par habitant en 2009 et un maximum de 117 € par habitant en 2012[A2 5] ;
- la capacité d'autofinancement (CAF) pour une valeur totale de 1 218 000 €, soit 165 € par habitant, ratio voisin de la valeur moyenne de la strate. Sur les 5 dernières années, ce ratio fluctue et présente un minimum de 119 € par habitant en 2010 et un maximum de 165 € par habitant en 2013[A2 6]. La capacité de désendettement est d'environ 5 années en 2013. Sur une période de 14 années, ce ratio présente un minimum d'environ 4 années en 2003 et un maximum d'environ 14 années en 2004.

## Population et société

### Démographie

#### Évolution démographique
L'évolution du nombre d'habitants est connue à travers les recensements de la population effectués dans la commune depuis 1793. Pour les communes de moins de 10 000 habitants, une enquête de recensement portant sur toute la population est réalisée tous les cinq ans, les populations de référence des années intermédiaires étant quant à elles estimées par interpolation ou extrapolation. Pour la commune, le premier recensement exhaustif entrant dans le cadre du nouveau dispositif a été réalisé en 2007.

En 2022, la commune comptait 7 019 habitants, en évolution de −1,29 % par rapport à 2016 (Haut-Rhin : +0,66 %, France hors Mayotte : +2,11 %).
| 1793  | 1800  | 1806  | 1821  | 1831  | 1836  | 1841  | 1846  | 1851  |
| ----- | ----- | ----- | ----- | ----- | ----- | ----- | ----- | ----- |
| 3 524 | 3 945 | 4 579 | 5 252 | 4 016 | 4 152 | 3 432 | 3 575 | 3 660 |

| 1856  | 1861  | 1866  | 1871  | 1875  | 1880  | 1885  | 1890  | 1895  |
| ----- | ----- | ----- | ----- | ----- | ----- | ----- | ----- | ----- |
| 3 996 | 3 989 | 4 635 | 4 999 | 5 518 | 4 630 | 4 511 | 4 436 | 4 444 |

| 1900  | 1905  | 1910  | 1921  | 1926  | 1931  | 1936  | 1946  | 1954  |
| ----- | ----- | ----- | ----- | ----- | ----- | ----- | ----- | ----- |
| 4 514 | 4 704 | 4 852 | 4 383 | 4 583 | 4 567 | 4 241 | 4 091 | 4 120 |

| 1962  | 1968  | 1975  | 1982  | 1990  | 1999  | 2006  | 2007  | 2012  |
| ----- | ----- | ----- | ----- | ----- | ----- | ----- | ----- | ----- |
| 4 750 | 4 910 | 5 689 | 5 696 | 5 867 | 6 640 | 7 072 | 7 131 | 7 210 |

| 2017  | 2022  | - | - | - | - | - | - | - |
| ----- | ----- | - | - | - | - | - | - | - |
| 7 072 | 7 019 | - | - | - | - | - | - | - |

## Enseignement
Établissements d'enseignements :
- Soultz a plusieurs écoles maternelles (dont deux bilingues) et deux écoles élémentaires « Katia et Maurice Krafft ».
.
- Soultz a un collège public d'enseignement secondaire, le collège Robert Beltz.
- Lycées à Guebwiller.

### Santé
Professionnels et établissements de santé :
- Médecins.
- Pharmacies à Soultz-Haut-Rhin, Bollwiller, Issenheim, Guebwiller.
- Hôpitaux à Guebwiller, Ensisheim, Cernay, Rouffach, Kingersheim, Pfastatt, Thann.
- Groupe hospitalier de la région de Mulhouse et Sud-Alsace.

### Cultes
- Culte catholique, Communauté de paroisses au pied du Vieil Armand[50], Diocèse de Strasbourg.

## Énergie
- Une installation solaire citoyenne d'une puissance de 31 kWc a été installée sur les toits de bâtiments industriels[51].

## Culture locale et patrimoine

### Lieux et monuments
Pour plus de détails : 

### Patrimoine religieux

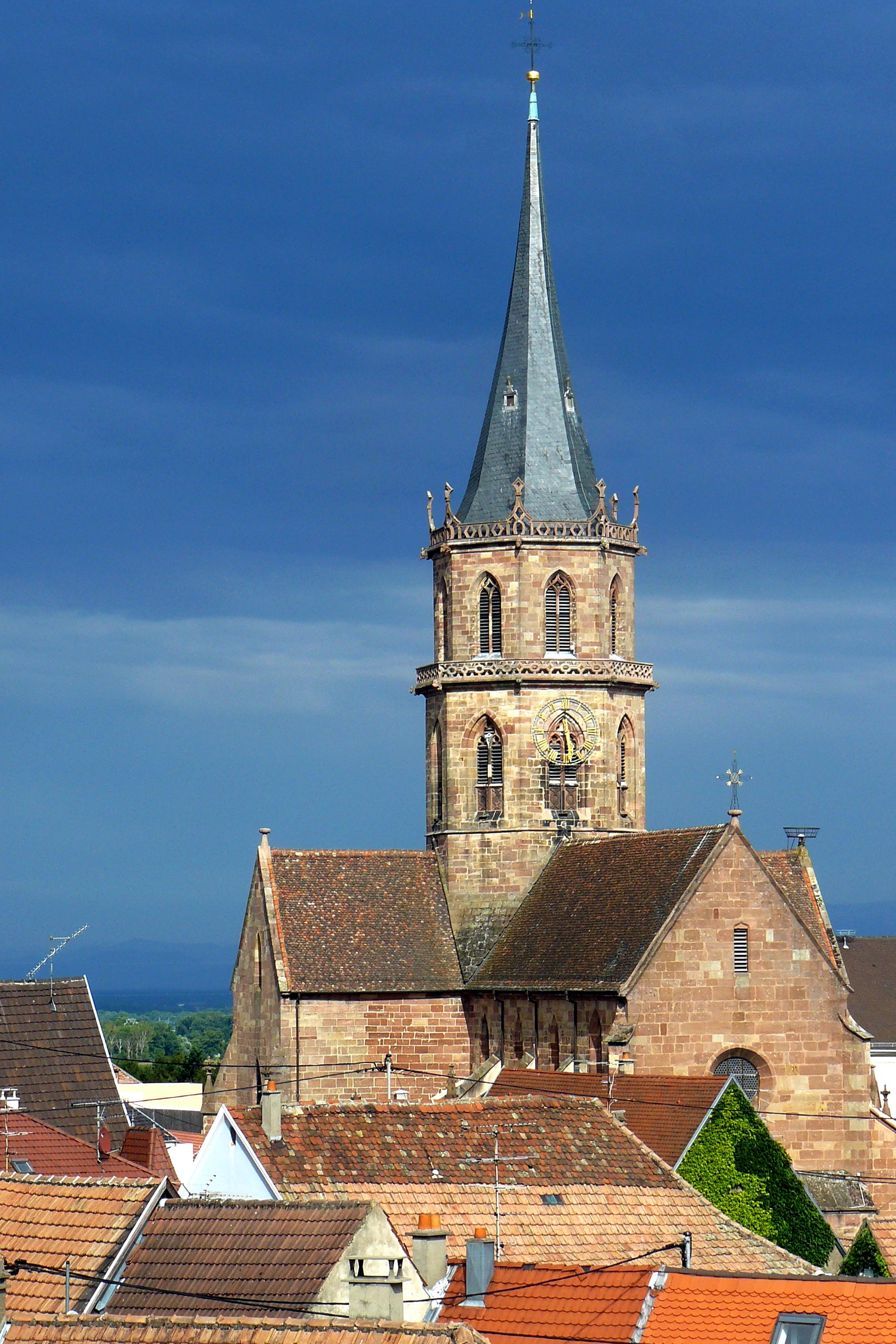
Eglise Saint-Maurice
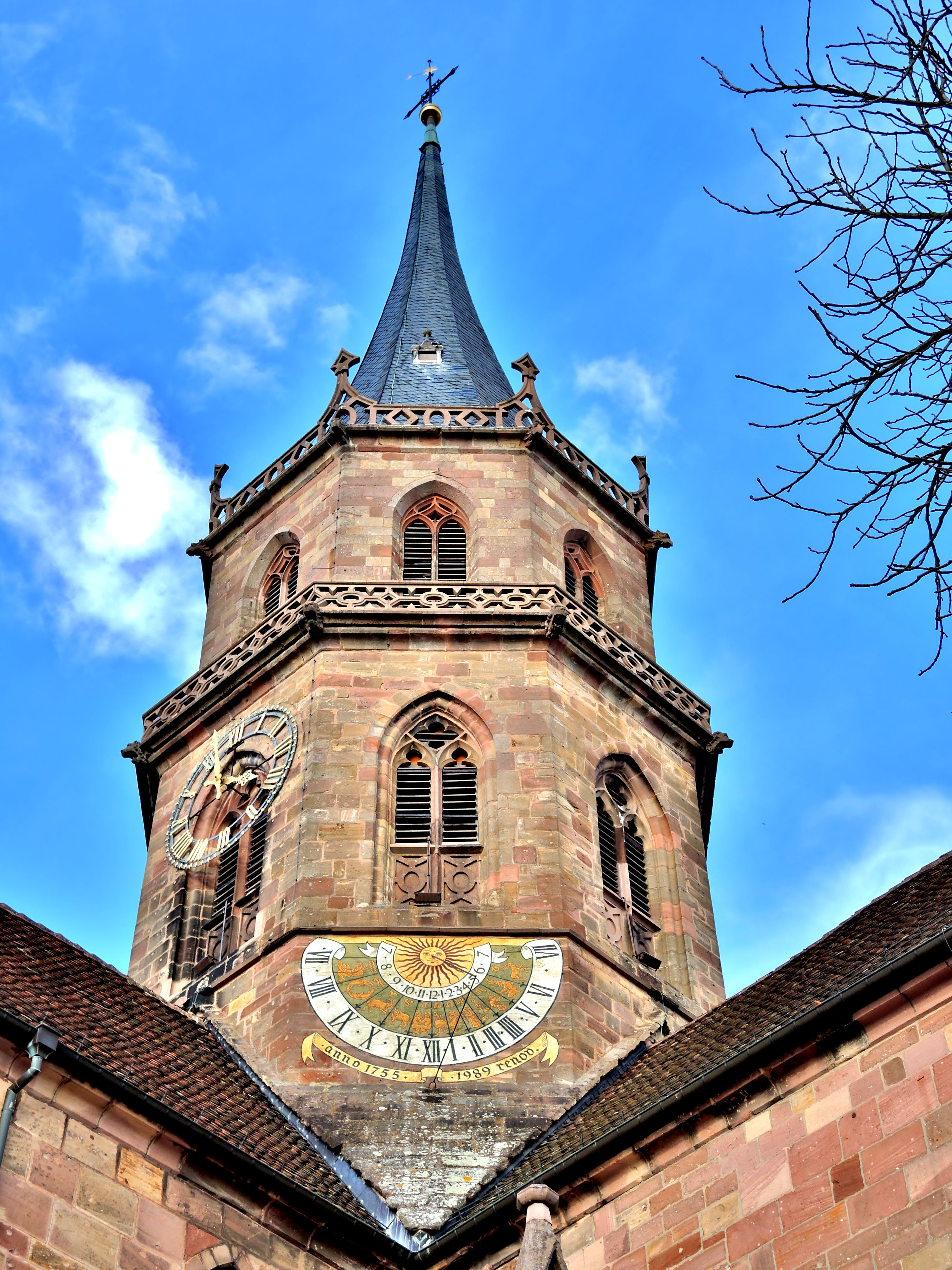
Clocher de l'église avec son cadran solaire
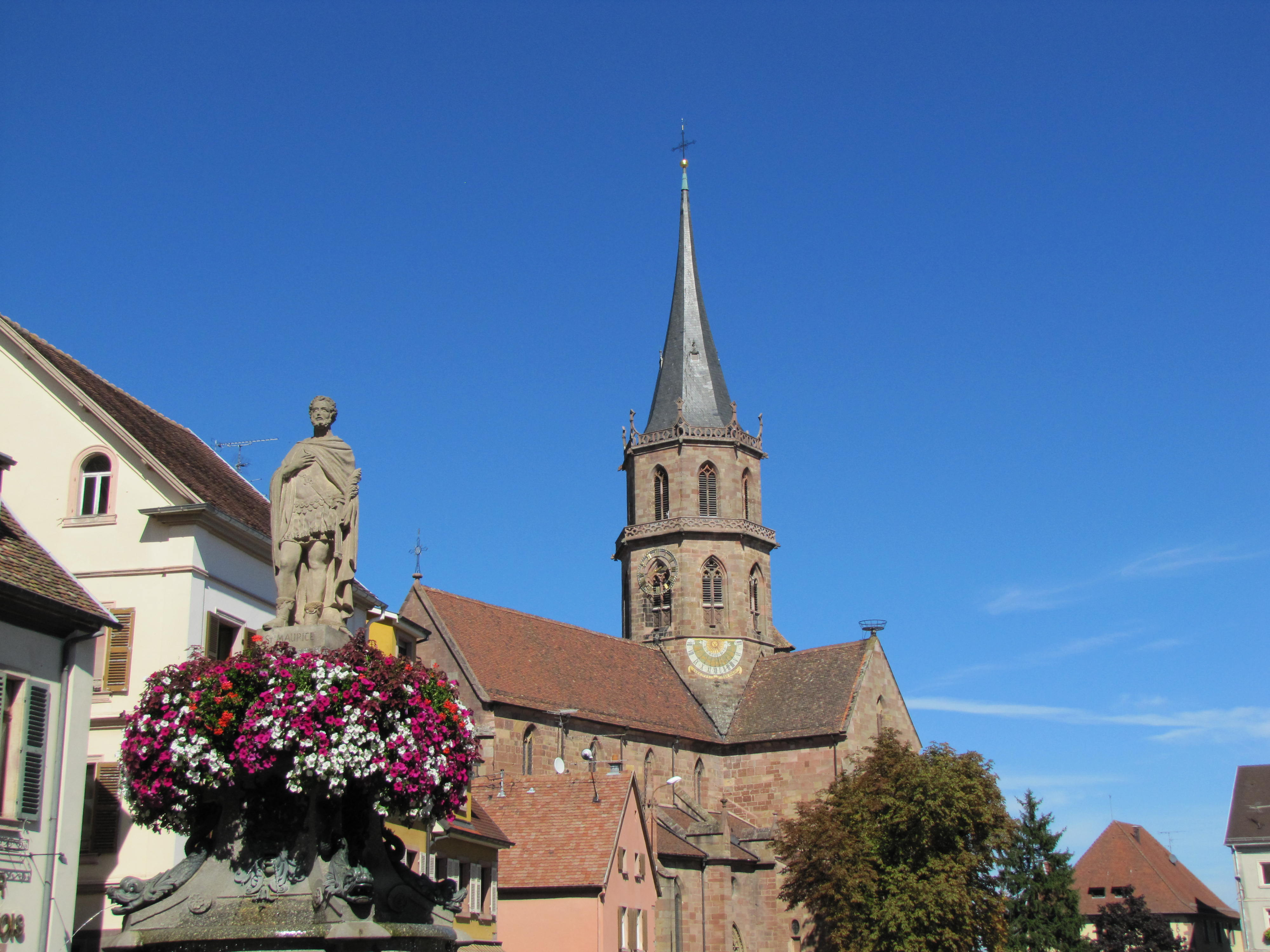
Eglise avec la fontaine Saint Maurice
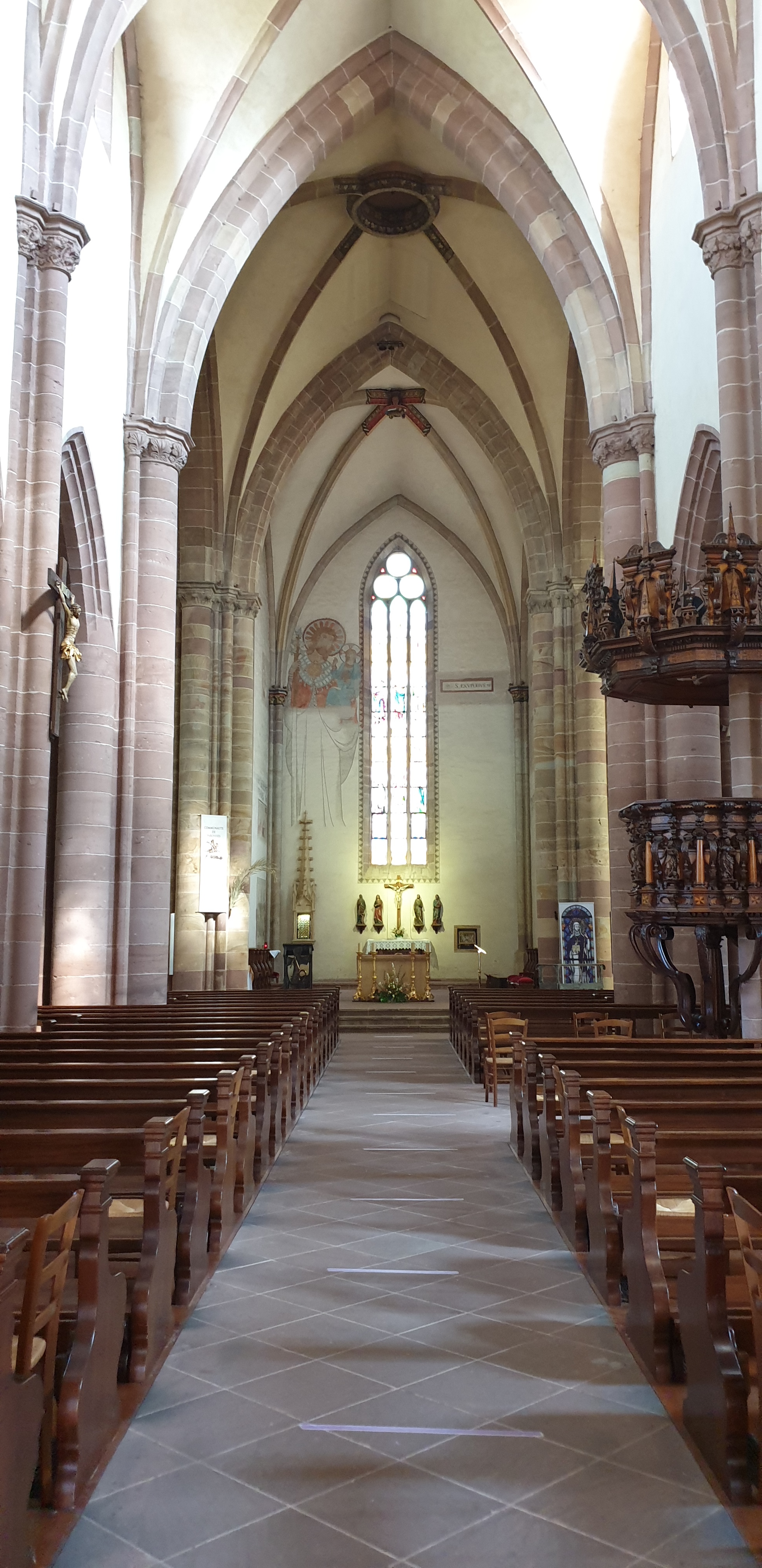
Nef de l'église Saint Maurice
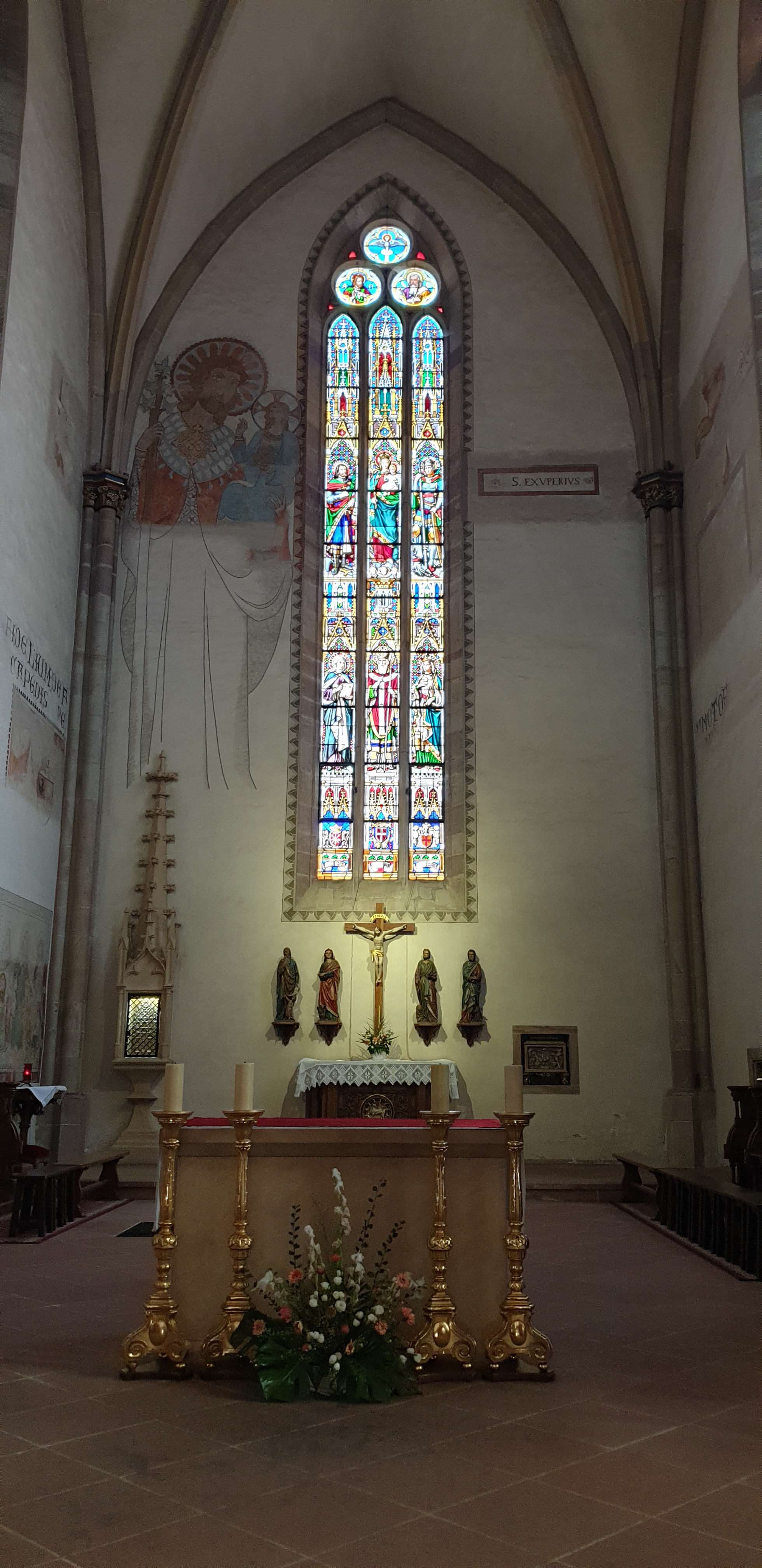
Choeur de l'église
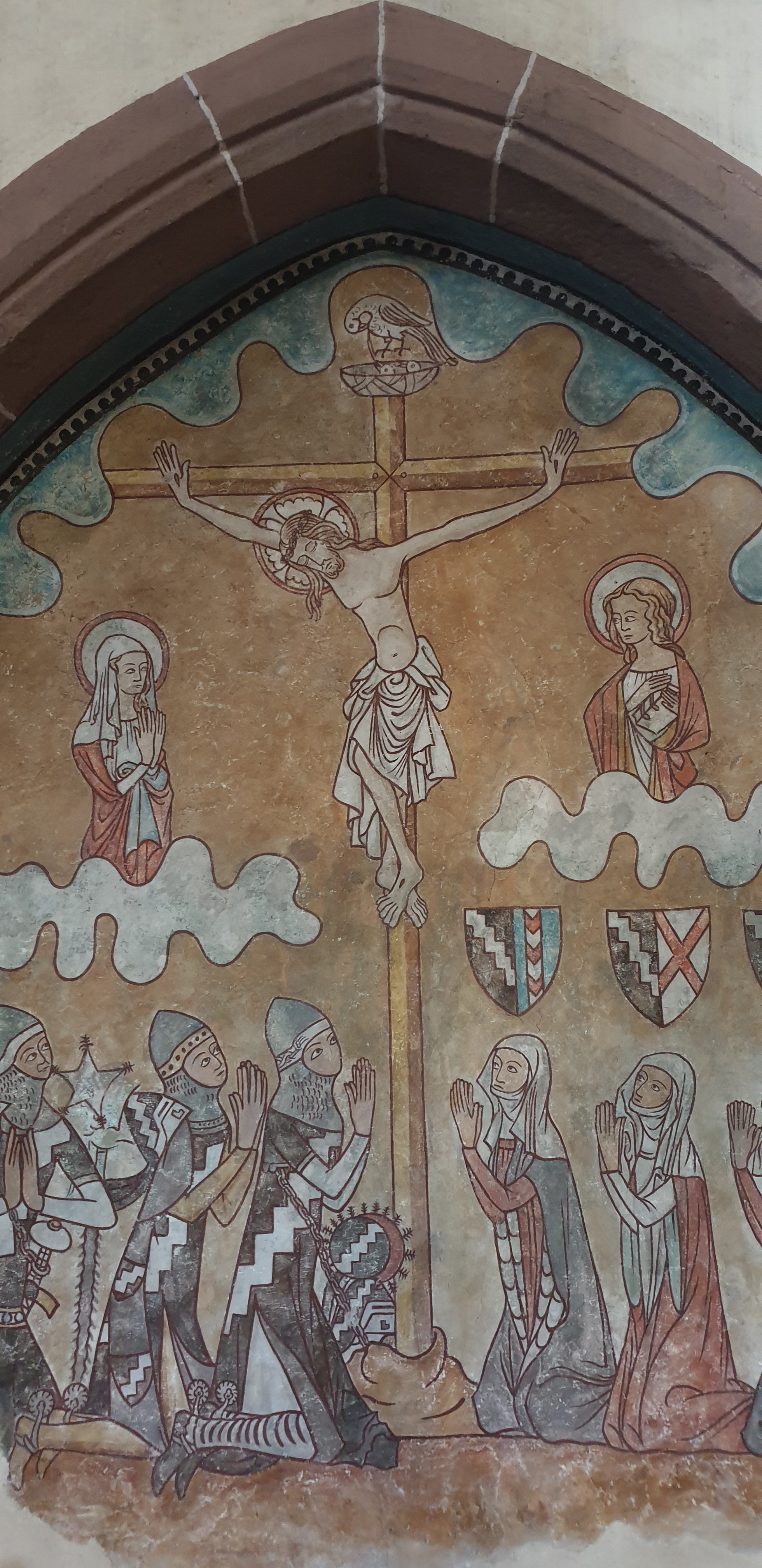
Fresque " la crucifixion" (XIVe siècle)
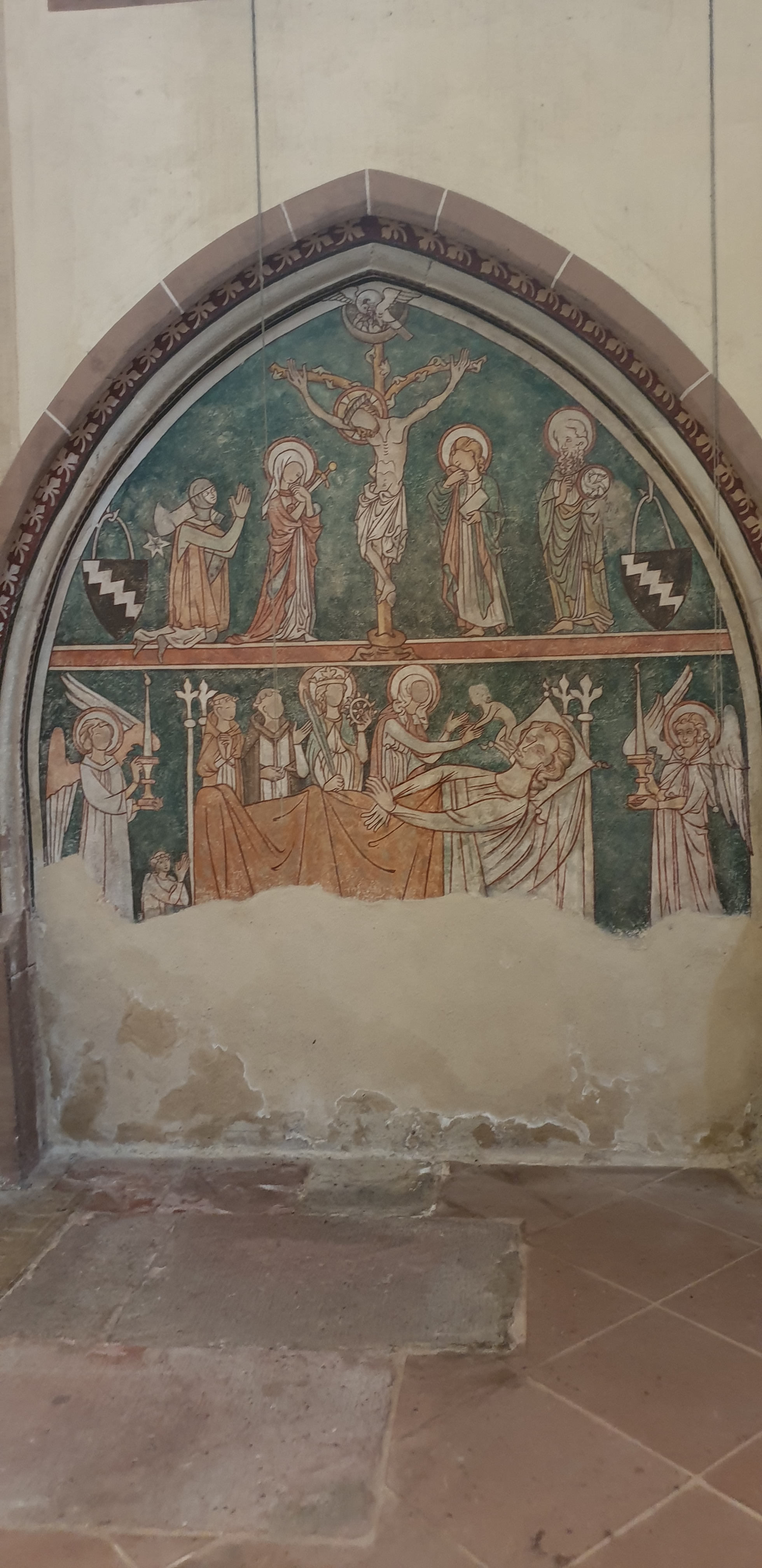
Fresque  (XIVe siècle)
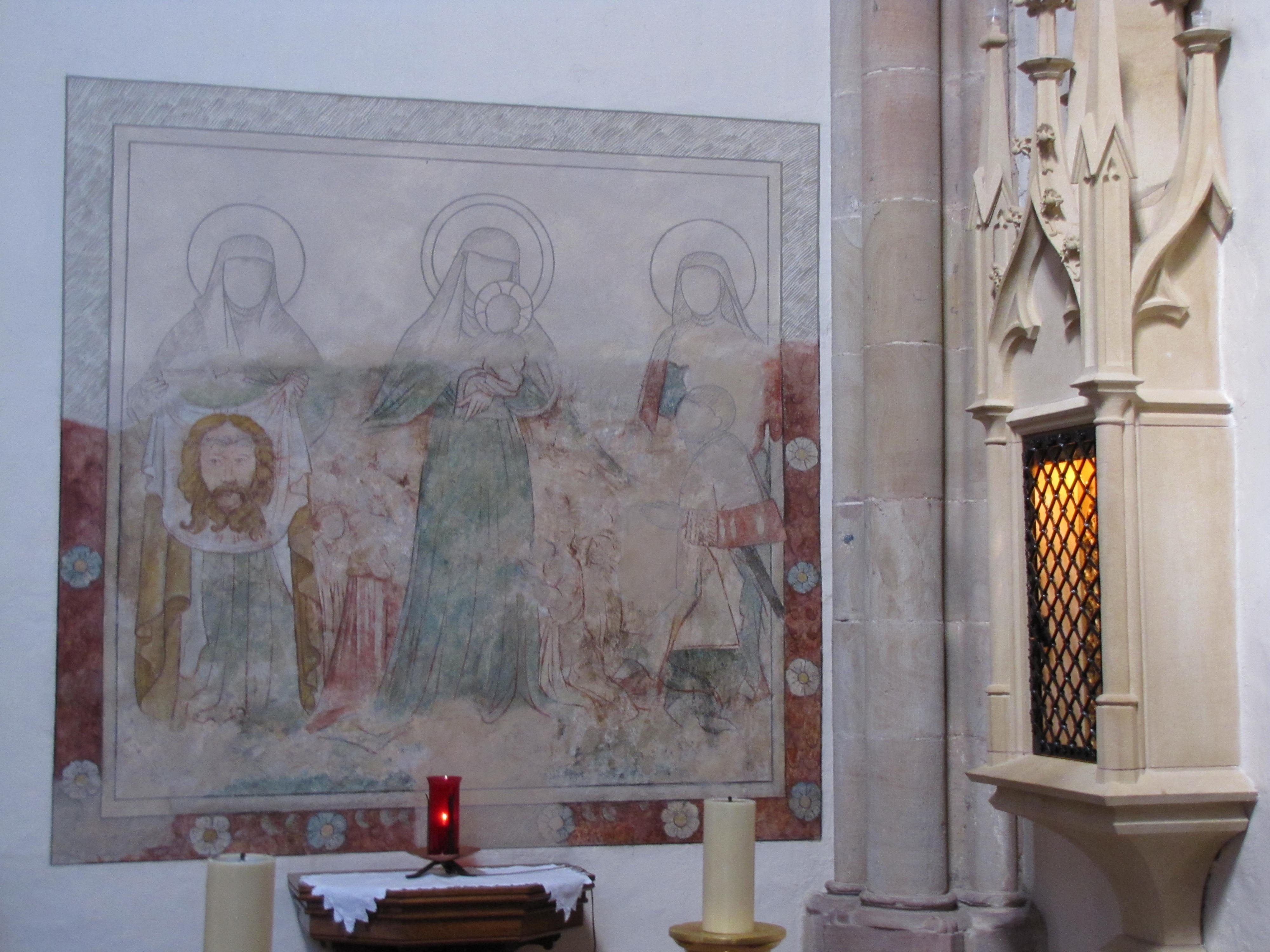
Fresque " Sainte Véronique" (14e -15e siècles) et la Tour eucharistique
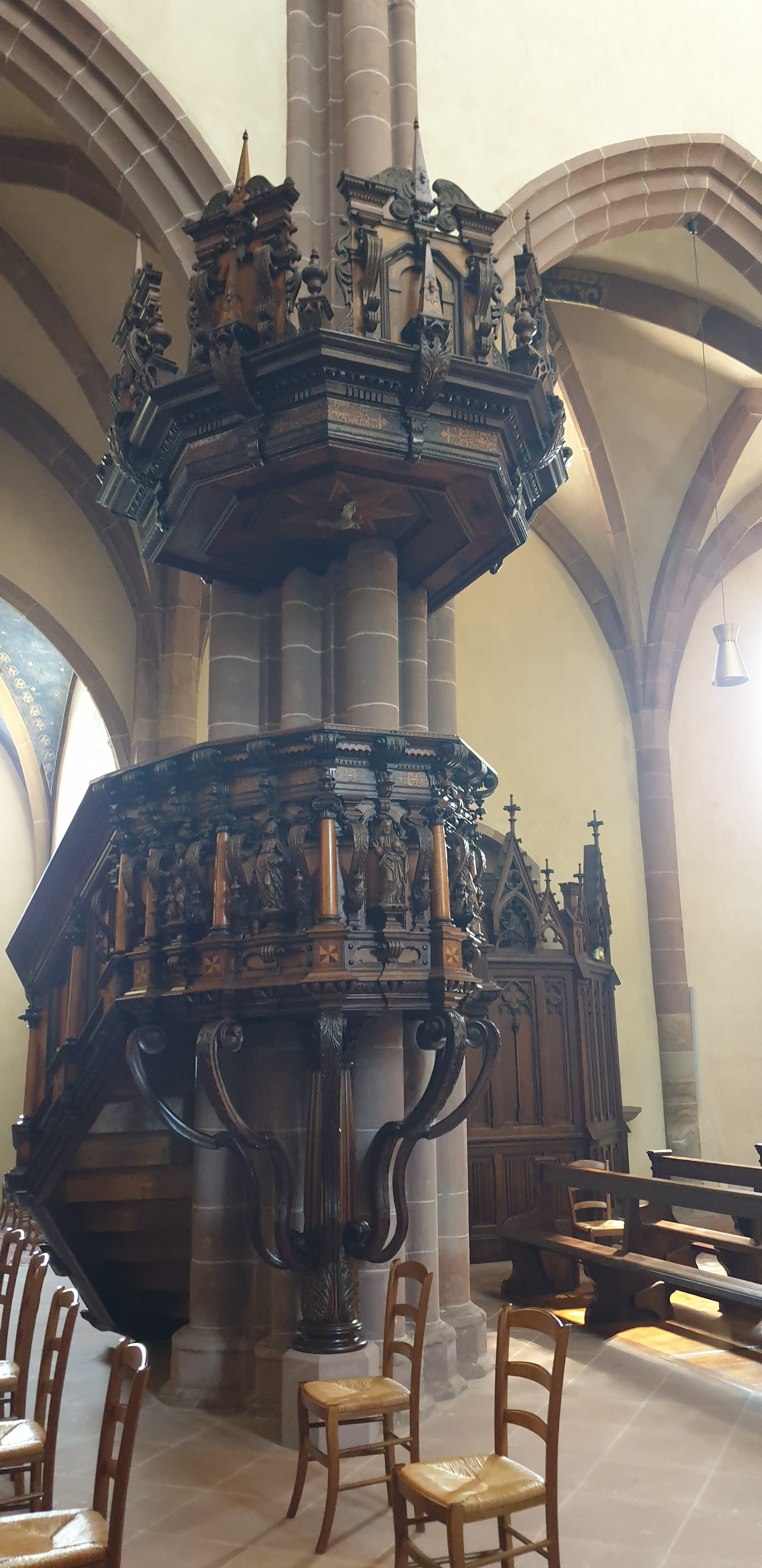
Chaire (17e siècle)
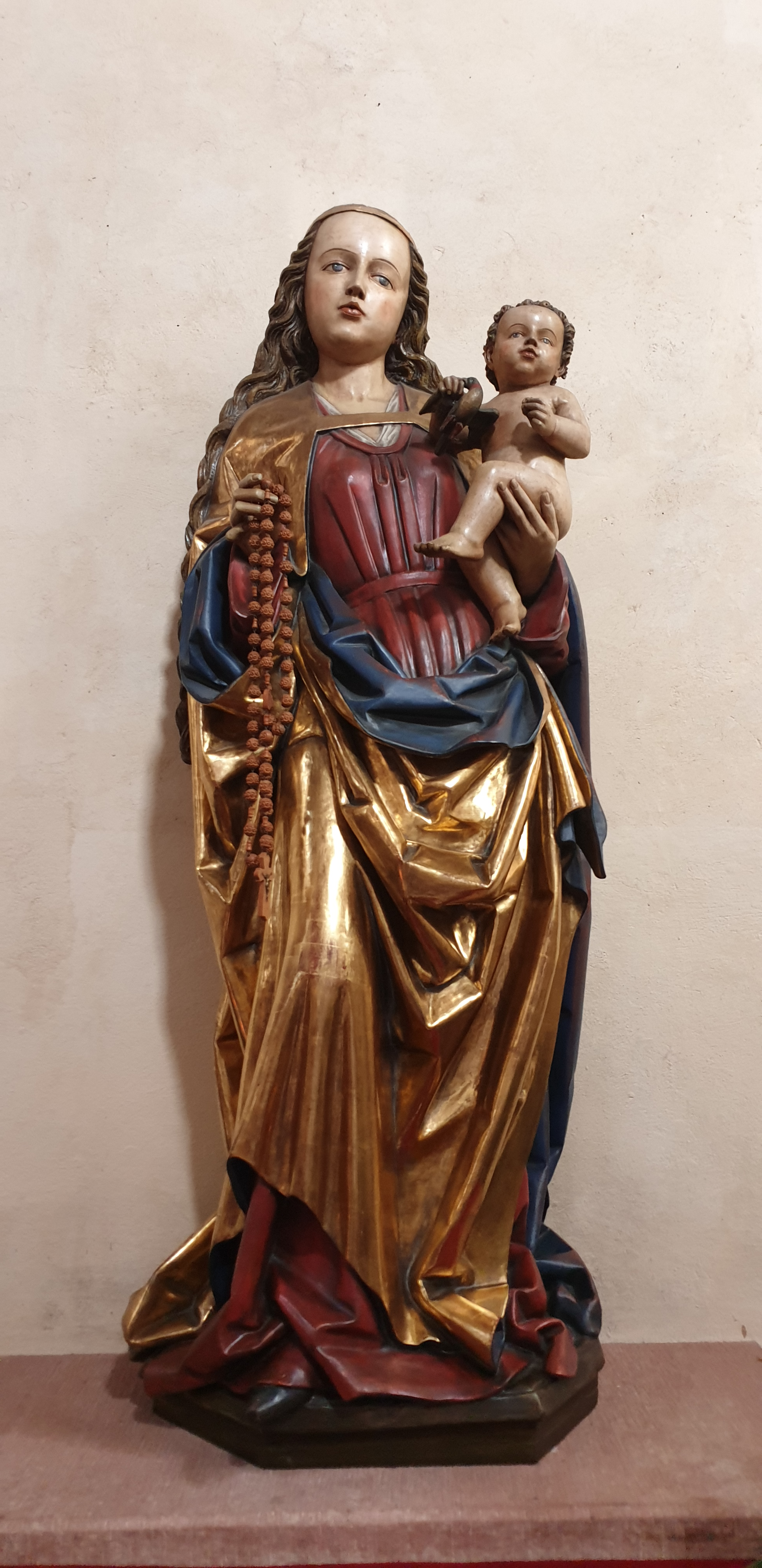
Statue "Vierge à l'enfant" (1500)
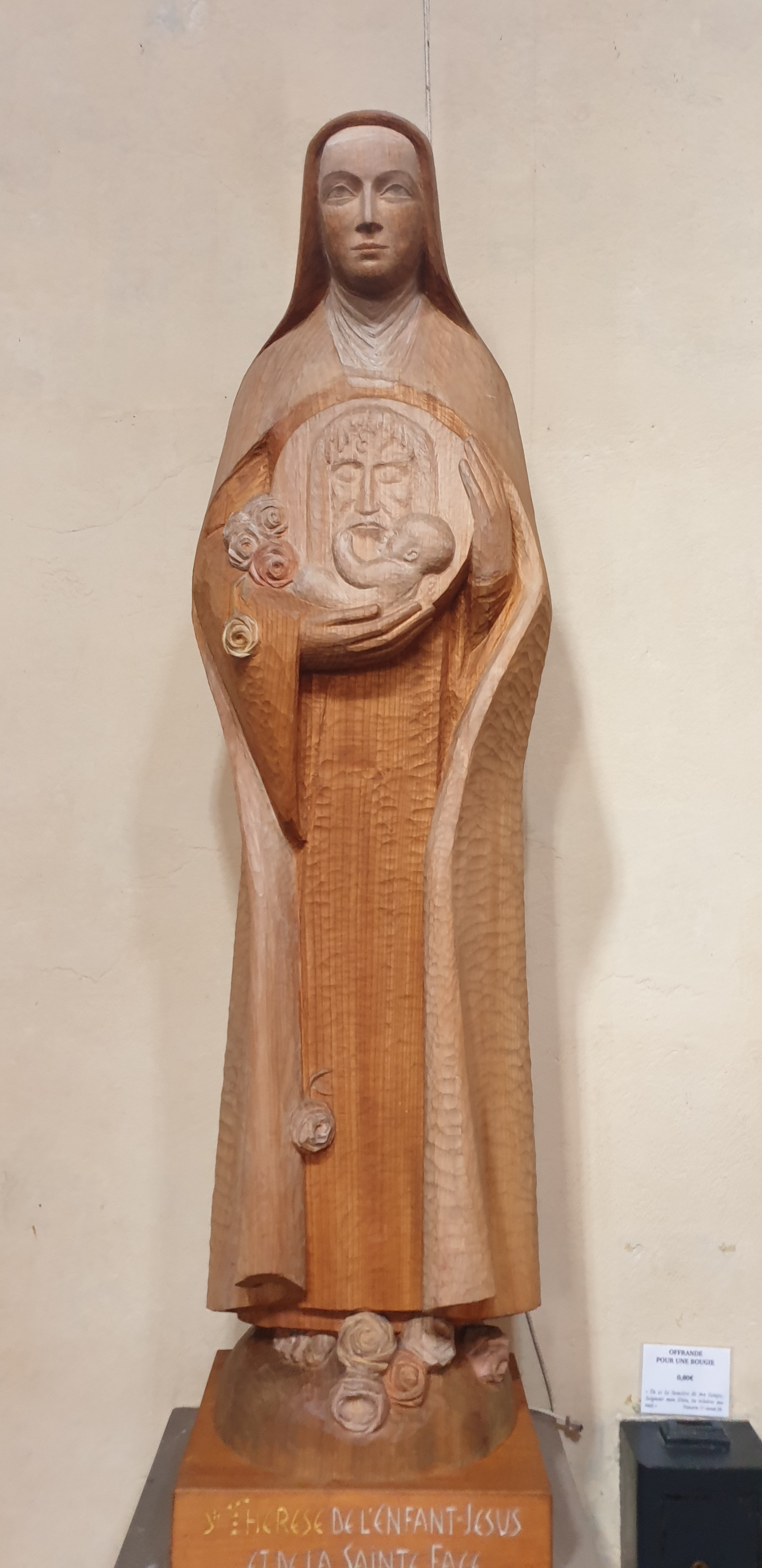
Statue de Sainte Thérèse de l'enfant Jésus (2000)
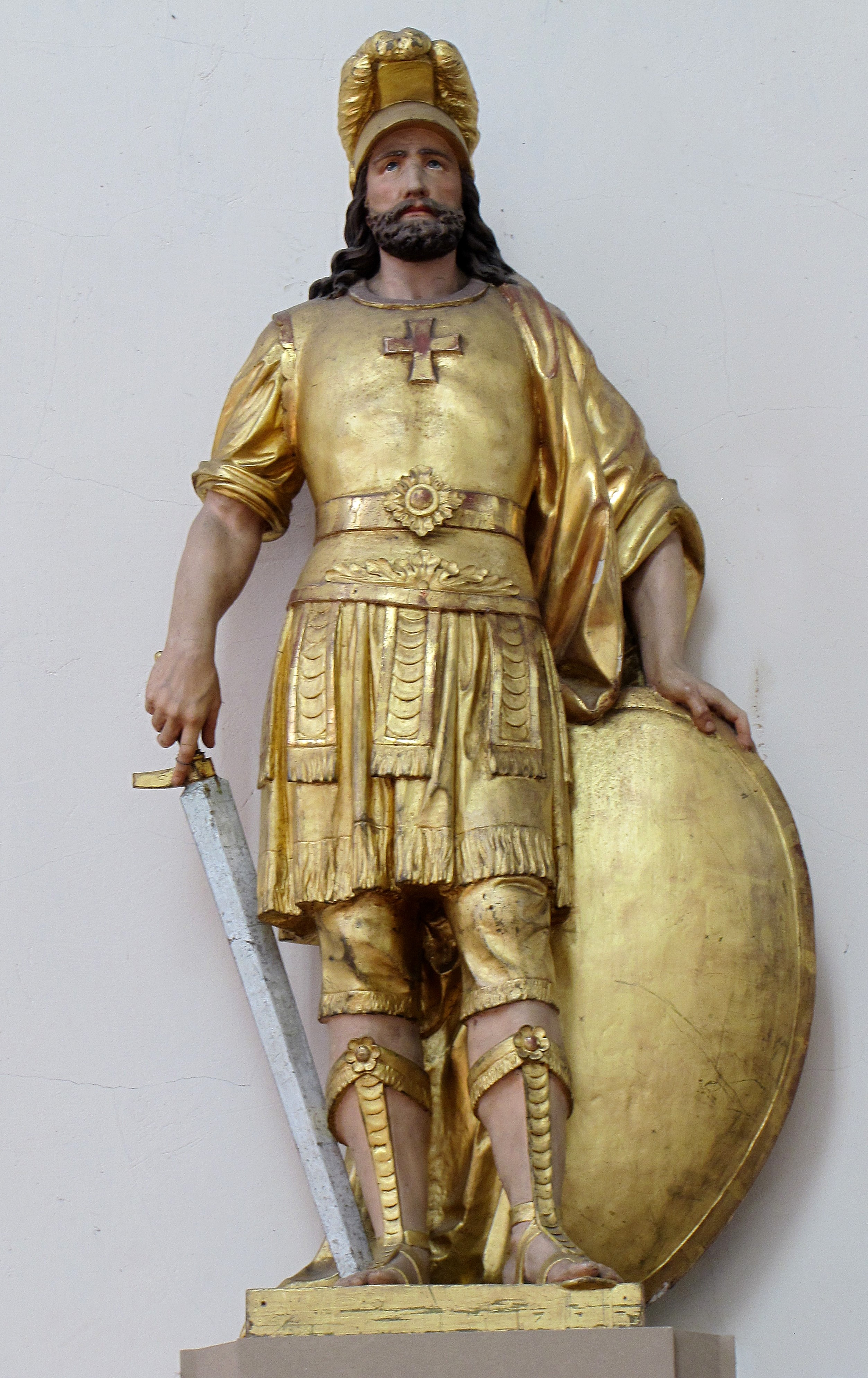
Statue de Saint Maurice
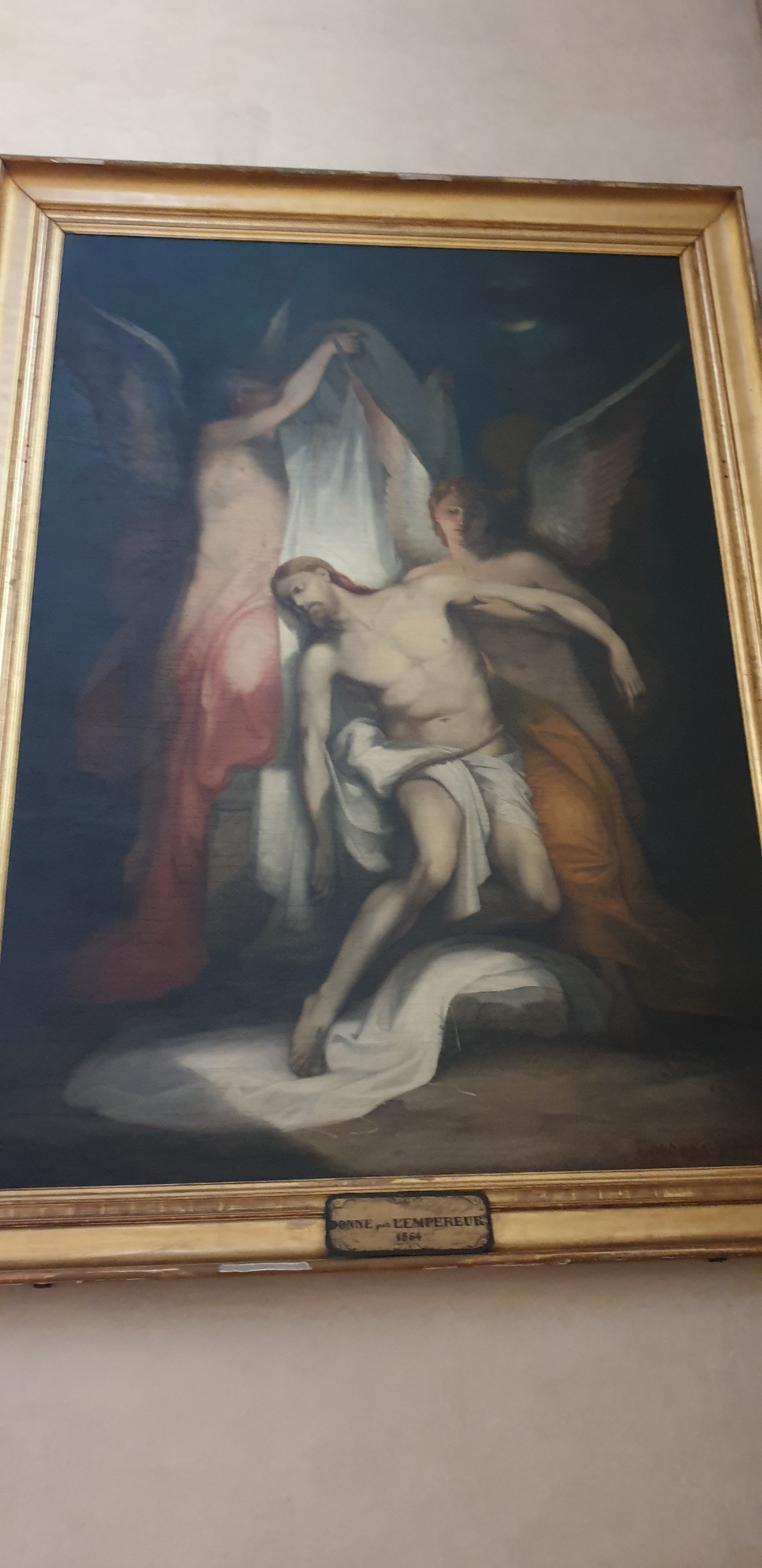
Tableau du "Christ mis au tombeau" (offert par Napoléon III)
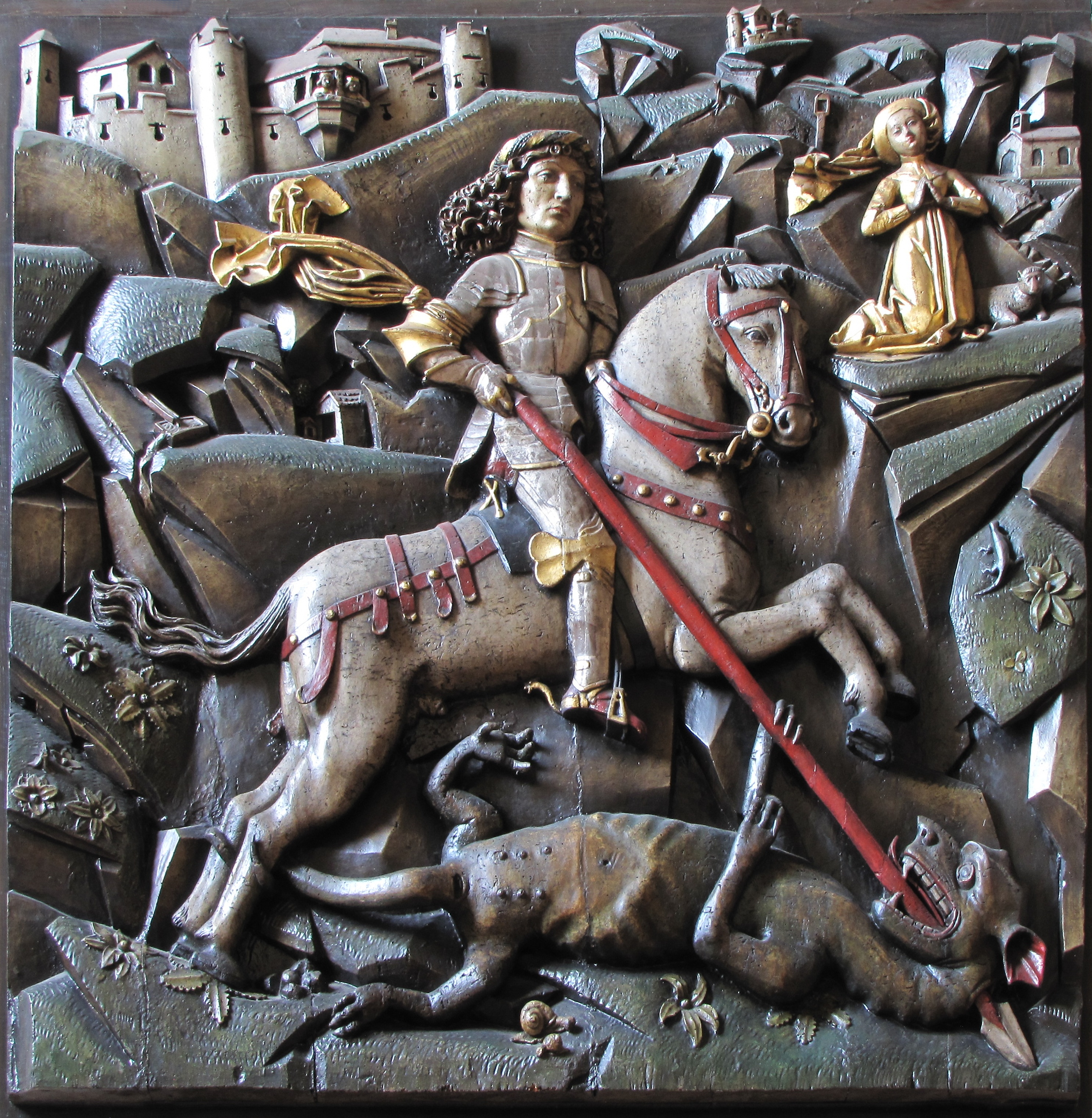
Relief de Saint Georges terrassant le dragon (15e siècle)
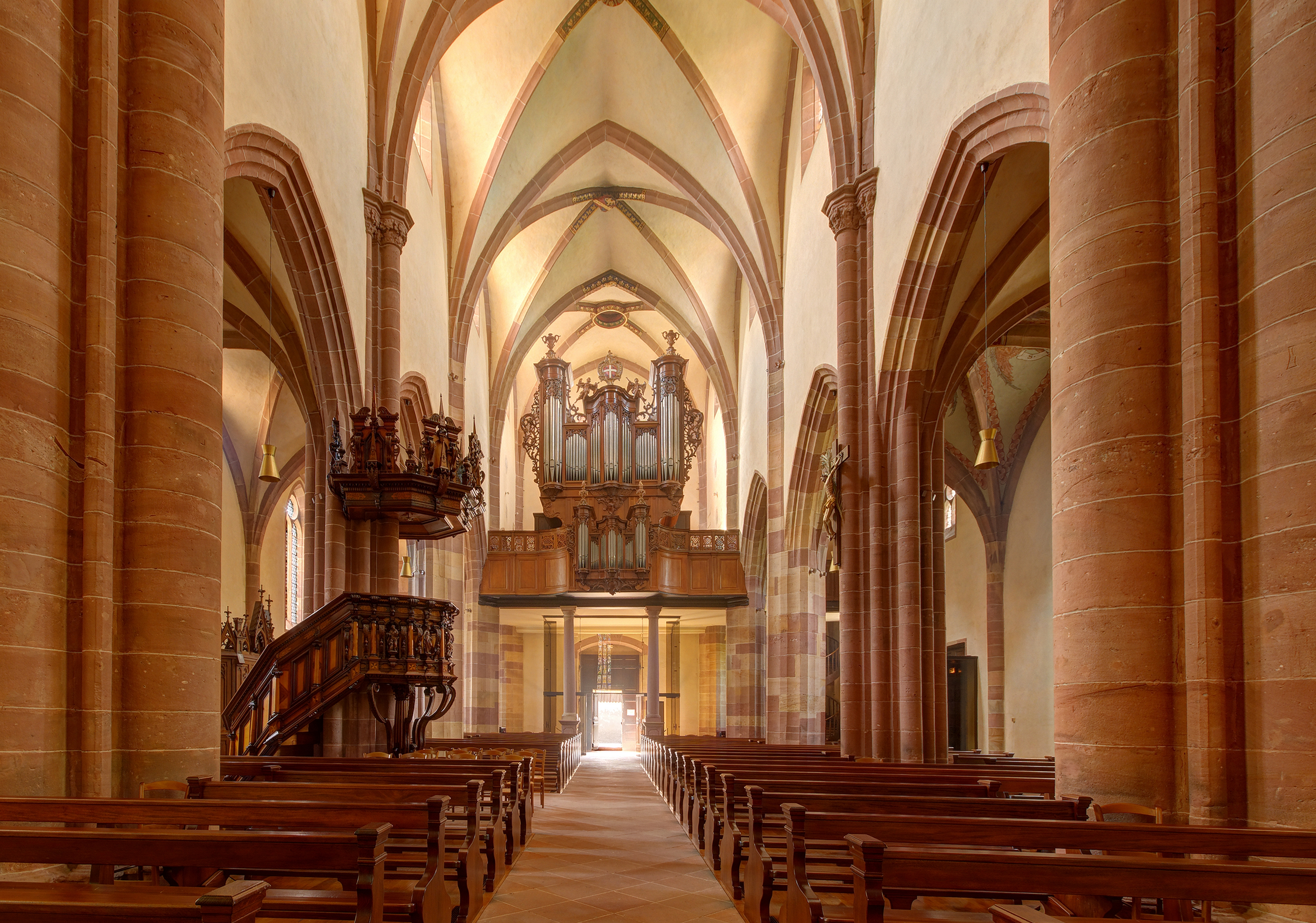
Vue intérieure de la nef vers l'orgue
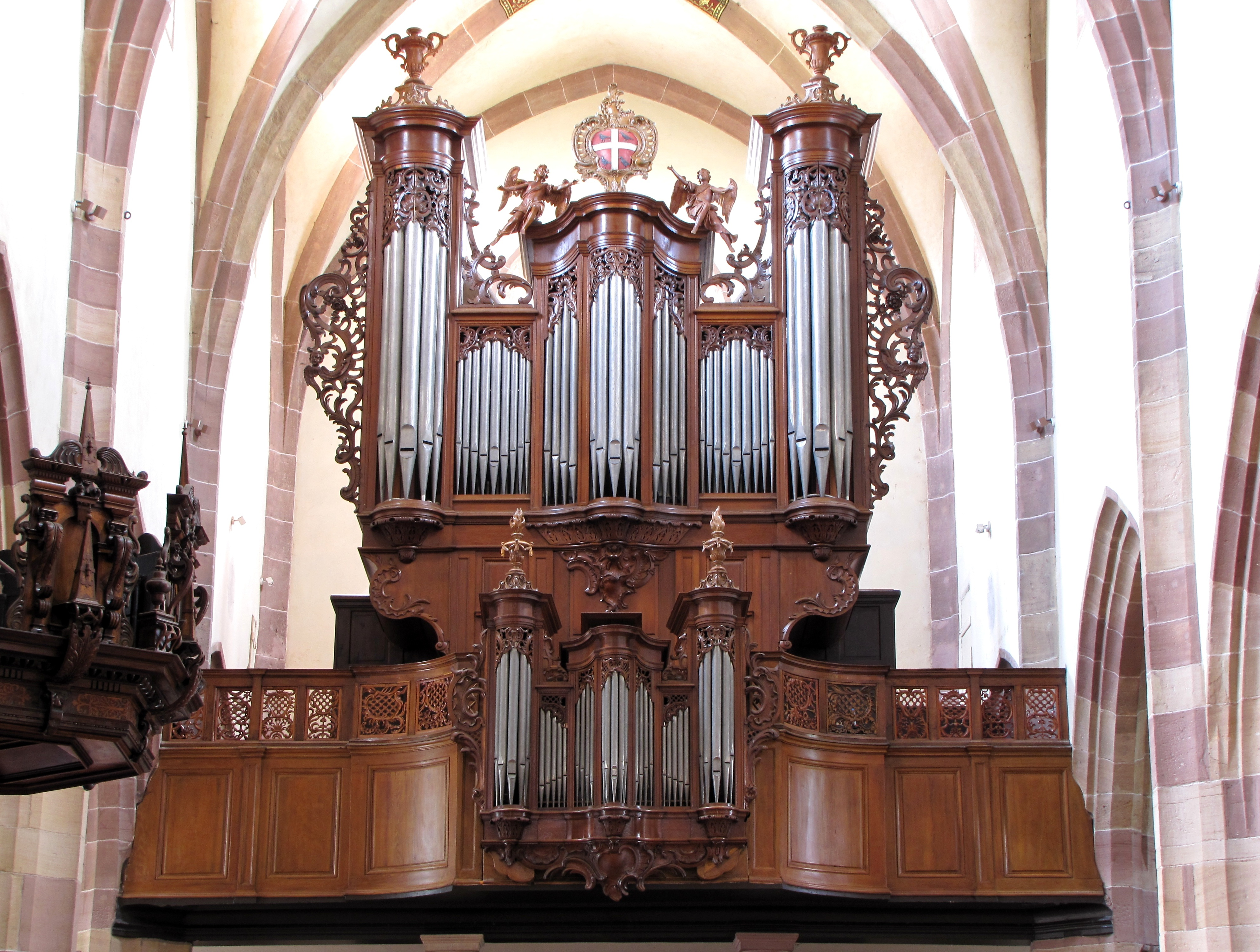
Tribune de l'orgue Jean-André et Jean-Daniel Silbermann (1750)
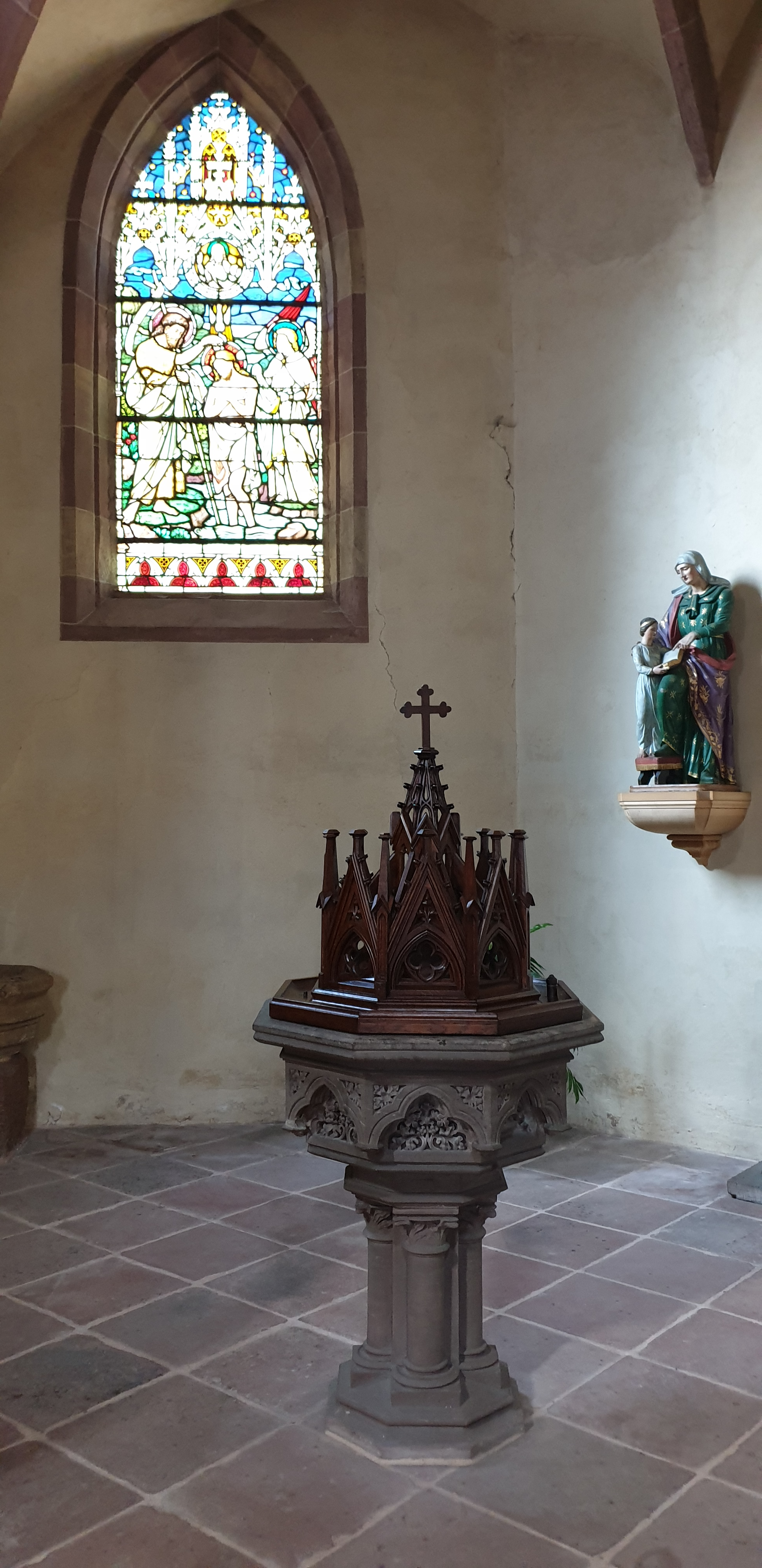
Chapelle baptismale

#### L'église Saint Maurice
- L'église Saint-Maurice (1270-1489)[52],[53] possède de nombreuses spécificités. Deux sont notables :  
  - son orgue historique de Jean André Silbermann de 1750[54],[55],[56],[57],[58],
  - les fresques du 14 et 15 siècles. Celles du chœur qui ont été restaurées par Louis Wiederkehr (1925-2010), auteur d'une brochure sur l'église[59],[60].
  - Cadran d'horloge de la tour de croisée, exécuté vers 1880, déposé vers 1980[61].
- L'ancienne synagogue, 2e quart XIXe siècle[62], inscrite sur l'inventaire supplémentaire des monuments historiques par arrêté du 11 juillet 1984[63],[64].
- Couvent de Capucins Saint-Maurice[65].
- Monuments commémoratifs[66],[67],[68].
- Oratoire dit Schaecher[69].
- L'ancien Béguinage, dit maison sur la Hoelle[70].
- Croix de chemin : Christ en croix[71].

### Patrimoine civil
- L'hôtel de ville.

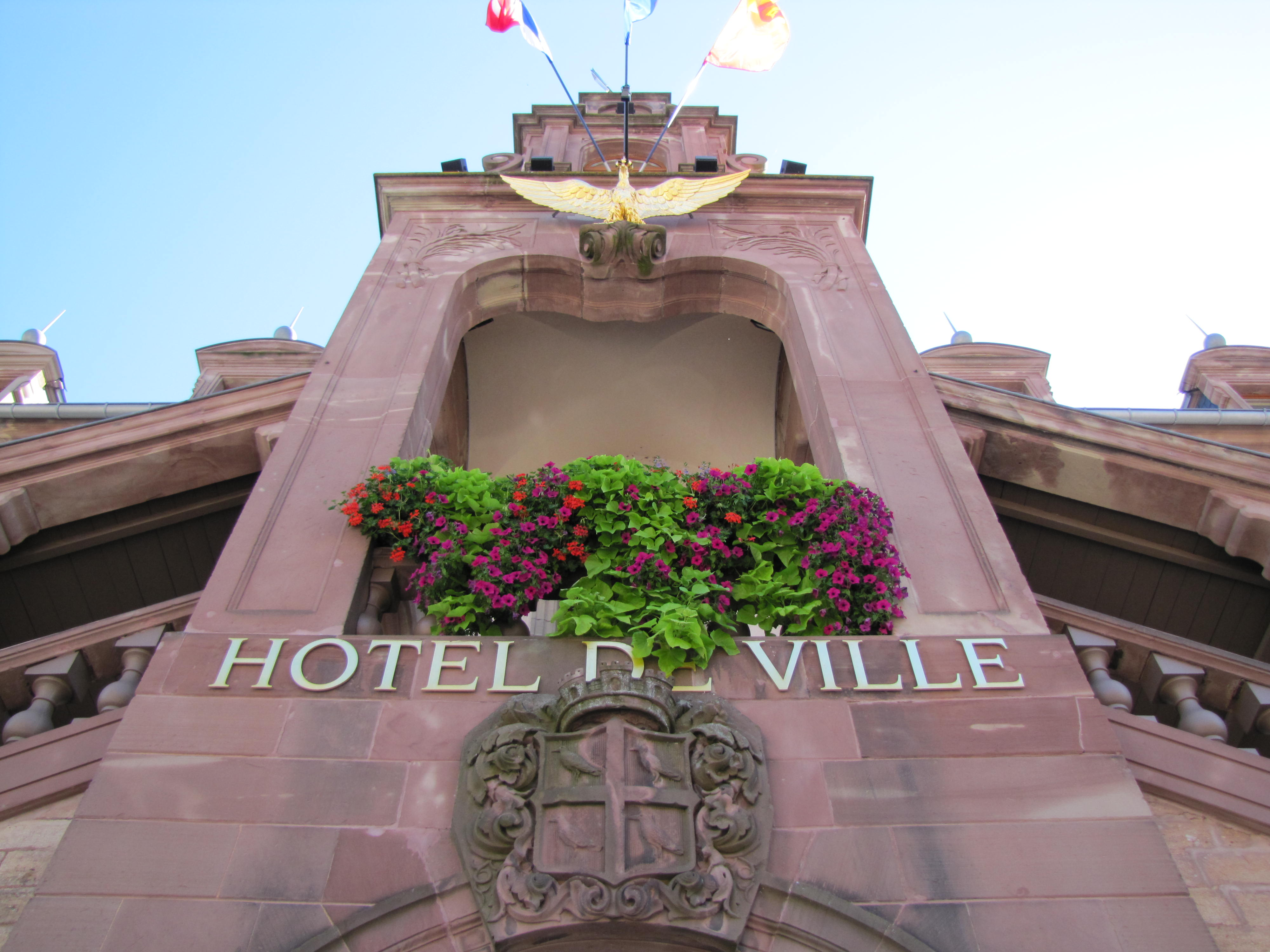
Fronton de l'Hôtel de Ville avec l'aigle impérial
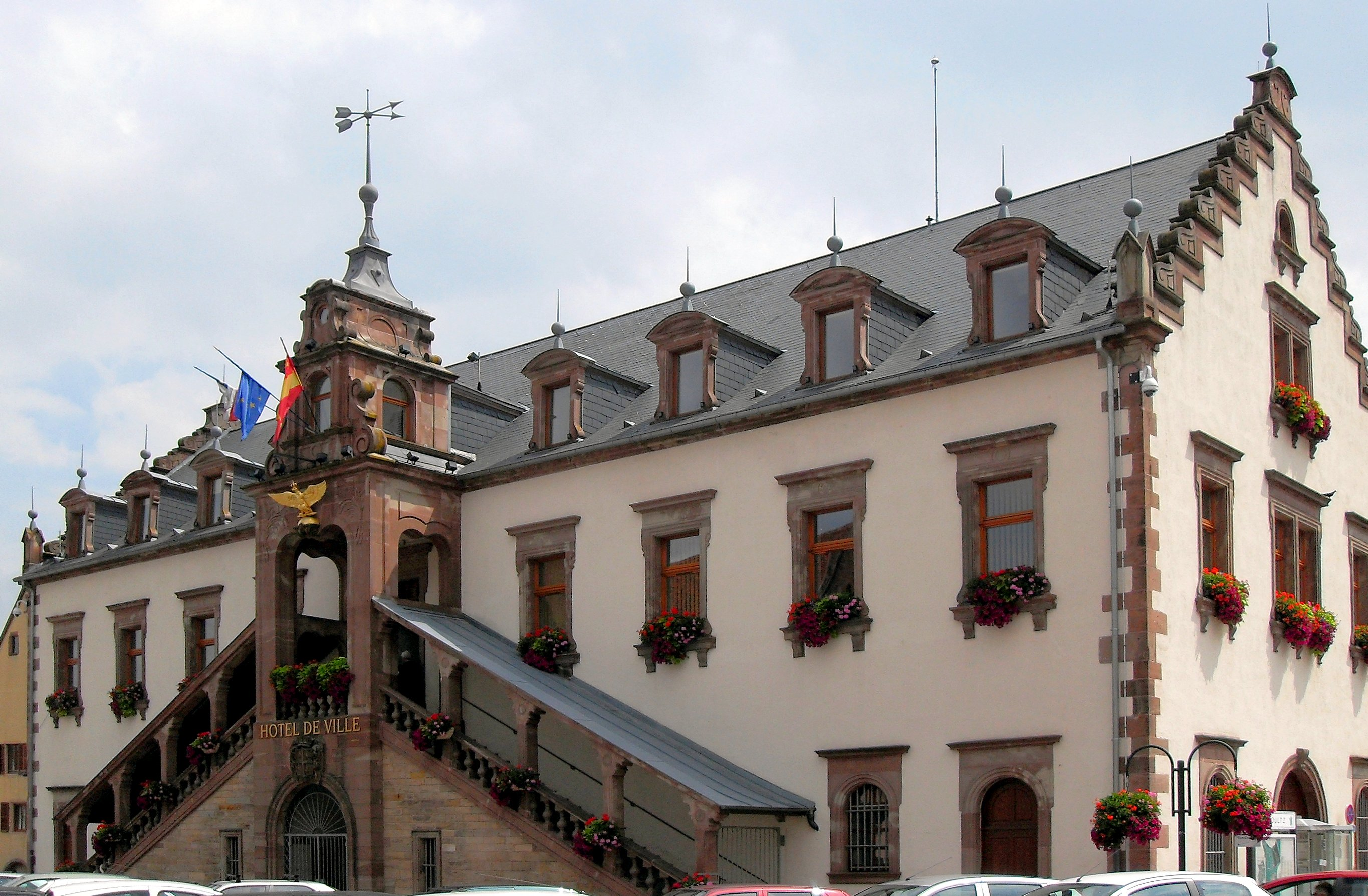
Hôtel de ville (fronton)

- La ville de Soultz possède encore des maisons datant des XVIe, XVIIe et XVIIIe siècles[73].
- Borne datée 1743[74].
- Le château de Bucheneck[75] (musée historique)[76].

Tableau : portrait d'Adèle Henriette Rose Thuret, épouse d'Eugène Louis comte Waldner de Freundstein.
Tableau : portrait de Jeanne William
- Le musée du jouet : la nef des jouets (ancienne commanderie des Hospitaliers)

La Nef des Jouets (musée du jouet).
- Le château de la famille Heeckeren d'Anthes[80].

La Demeure de notable dite Château Heeckeren d'Anthes.
Le carré de la famille de Georges Charles de Heeckeren d'Anthès au cimetière communal.
Dalle funéraire de Catherine Sitter, épouse de Henri d'Anthès.
Tombeaux de la famille Heeckeren d'Anthès
- Tour des sorcières[83].
- Heidentempel, dite temple des païens[84].
- Motte Saint-Georges-d'Alschwiller[85], inscrite sur l'inventaire supplémentaire des monuments historiques, par arrêté du 22 novembre 1989.
- Puits place de l'Eglise de 1593[86].
- Fontaine monumentale dite fontaine de saint Maurice[87].
- Moulin Zipfelmuhle[88].
- Moulin Schiehlmuhle[89].

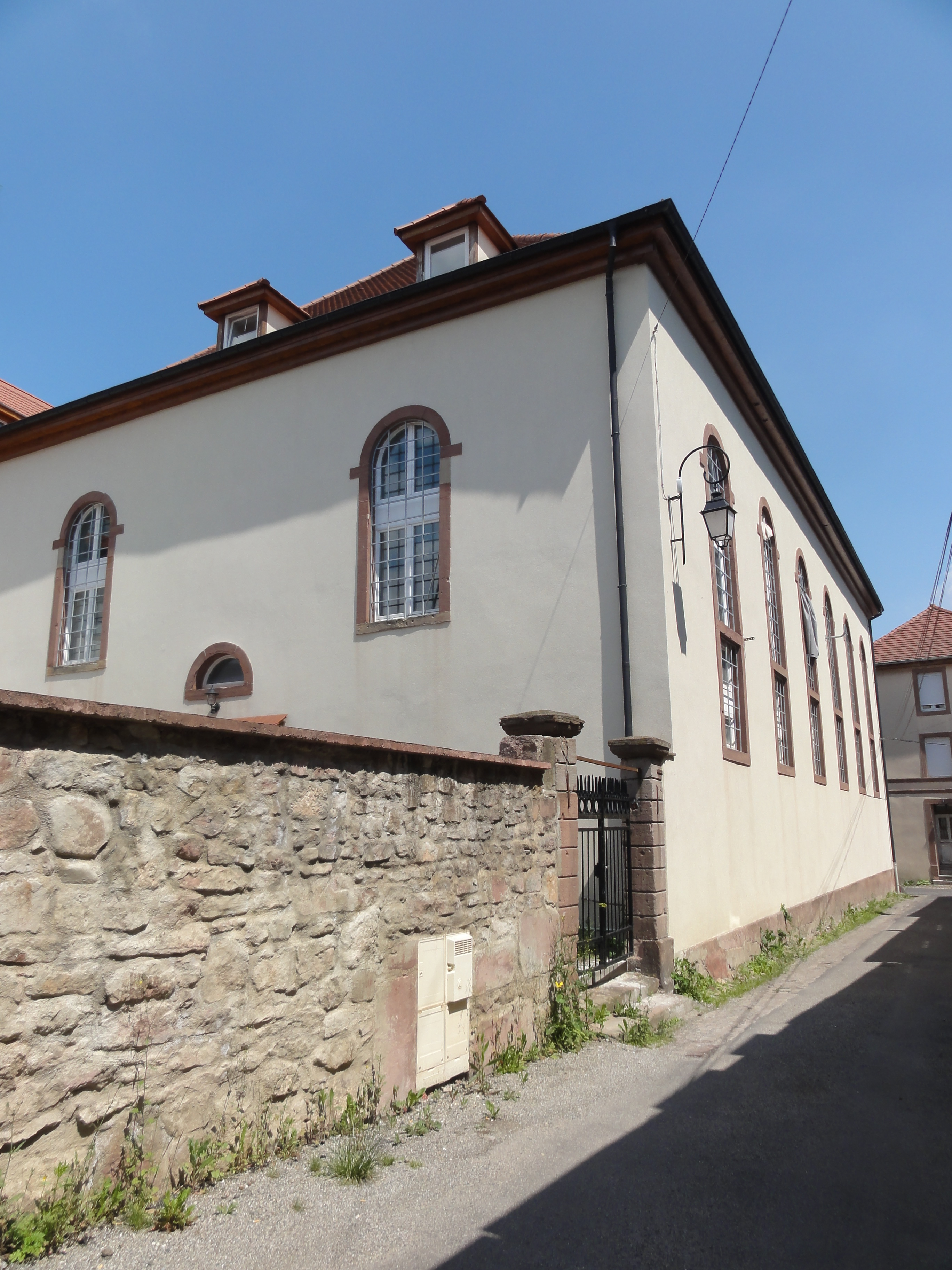
Synagogue (1835-1838).
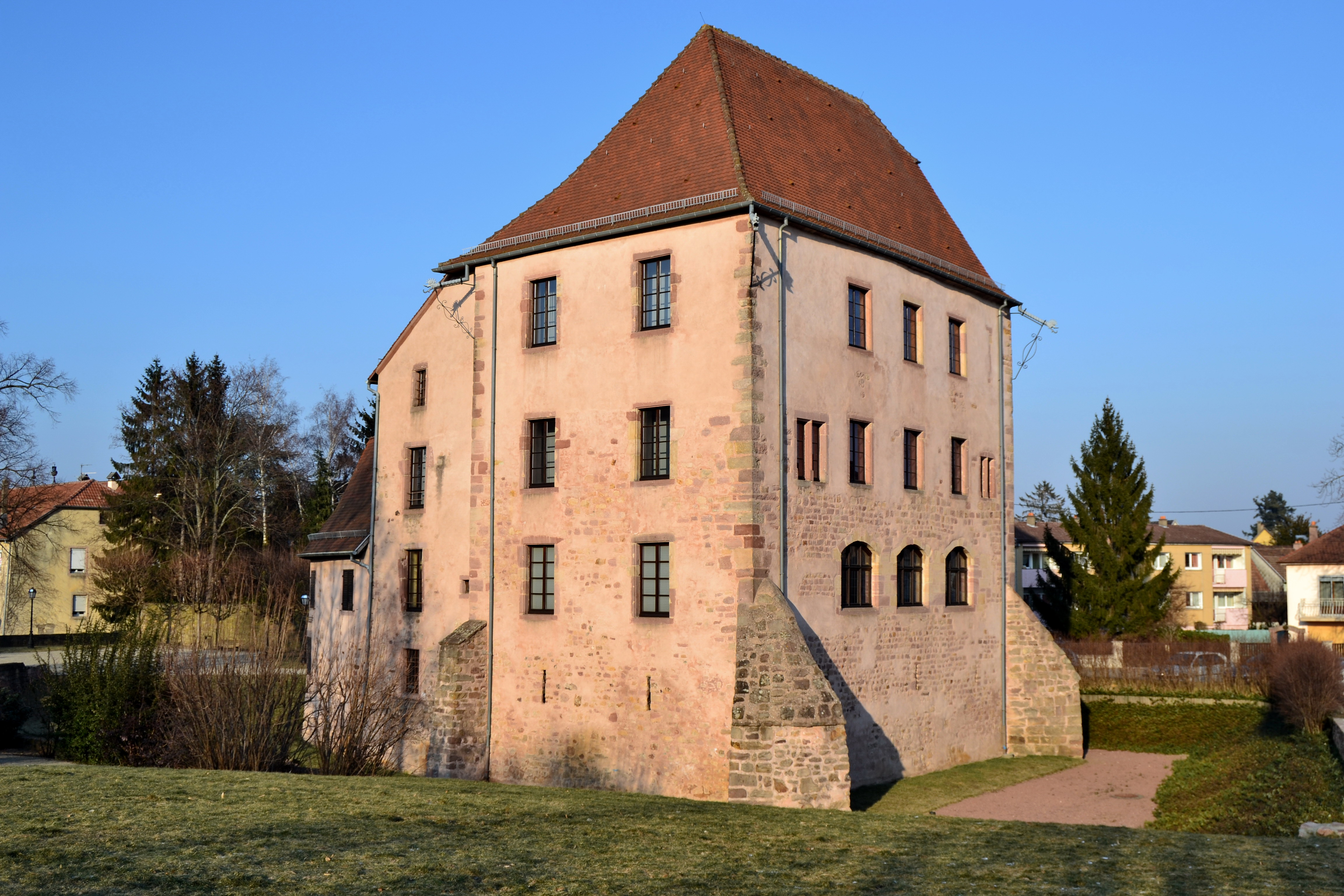
Château du Bucheneck.
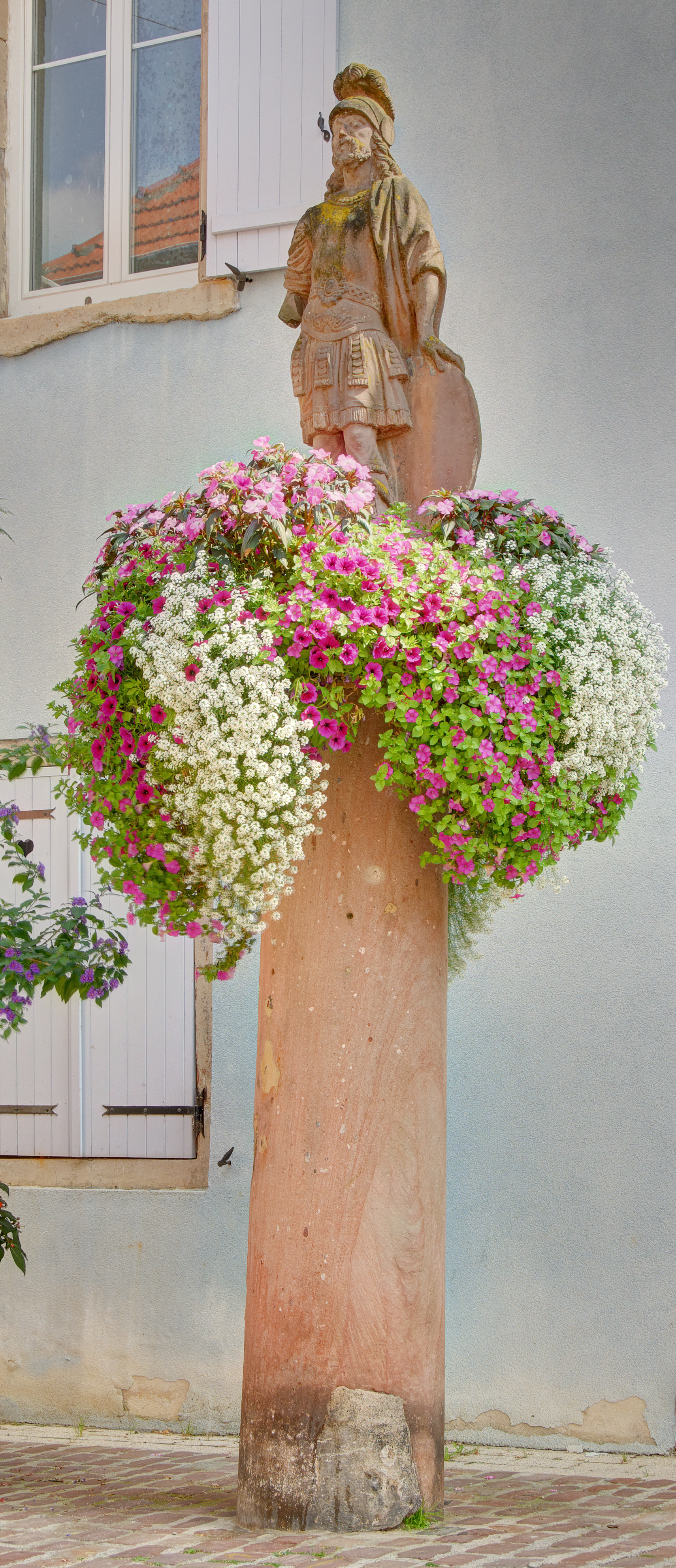
Statue de Saint-Maurice (XVIIe)[90].
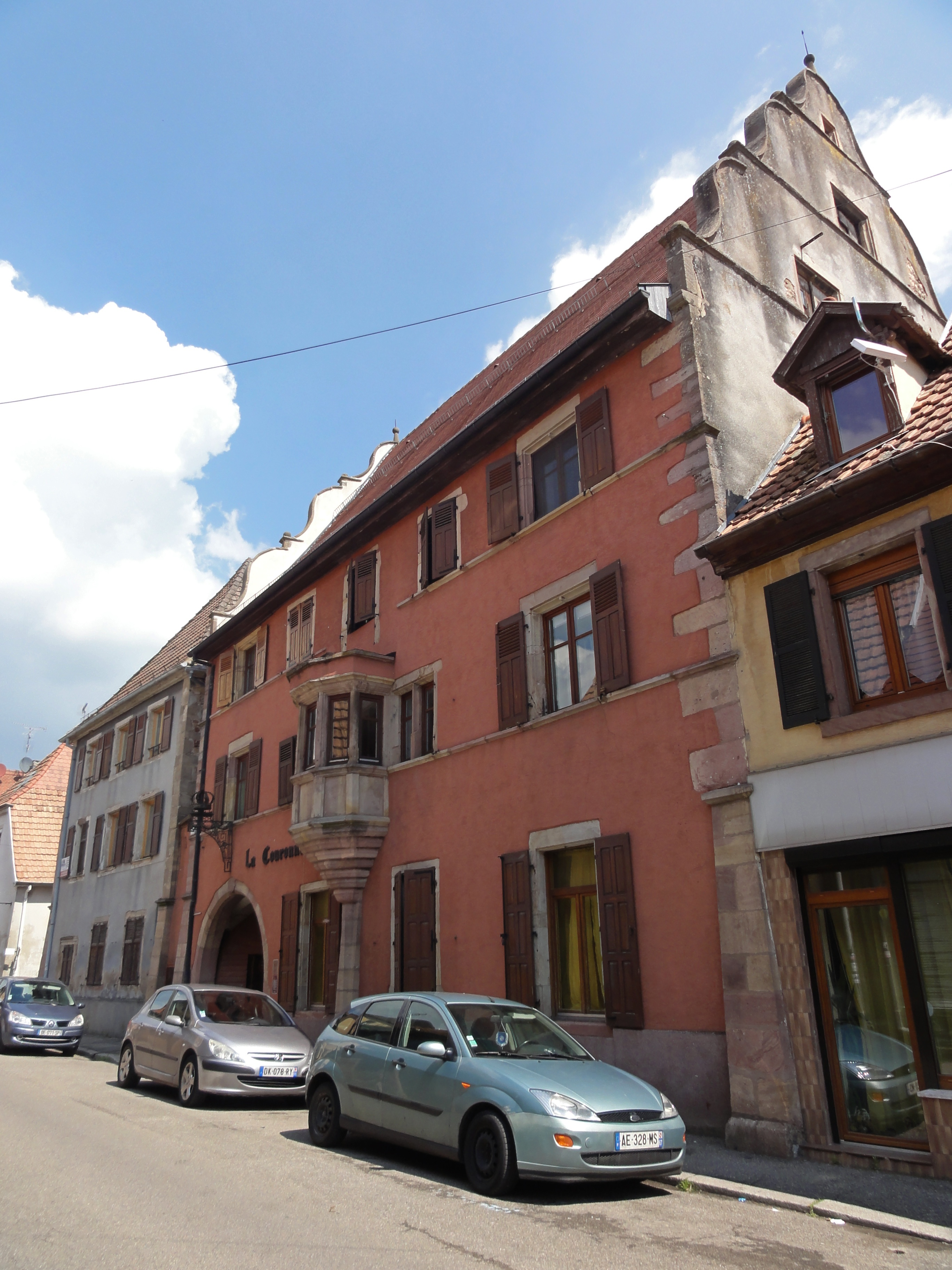
Maison de vigneron dite auberge « À la Couronne » (1576), 59 rue Jean-Jaurès.
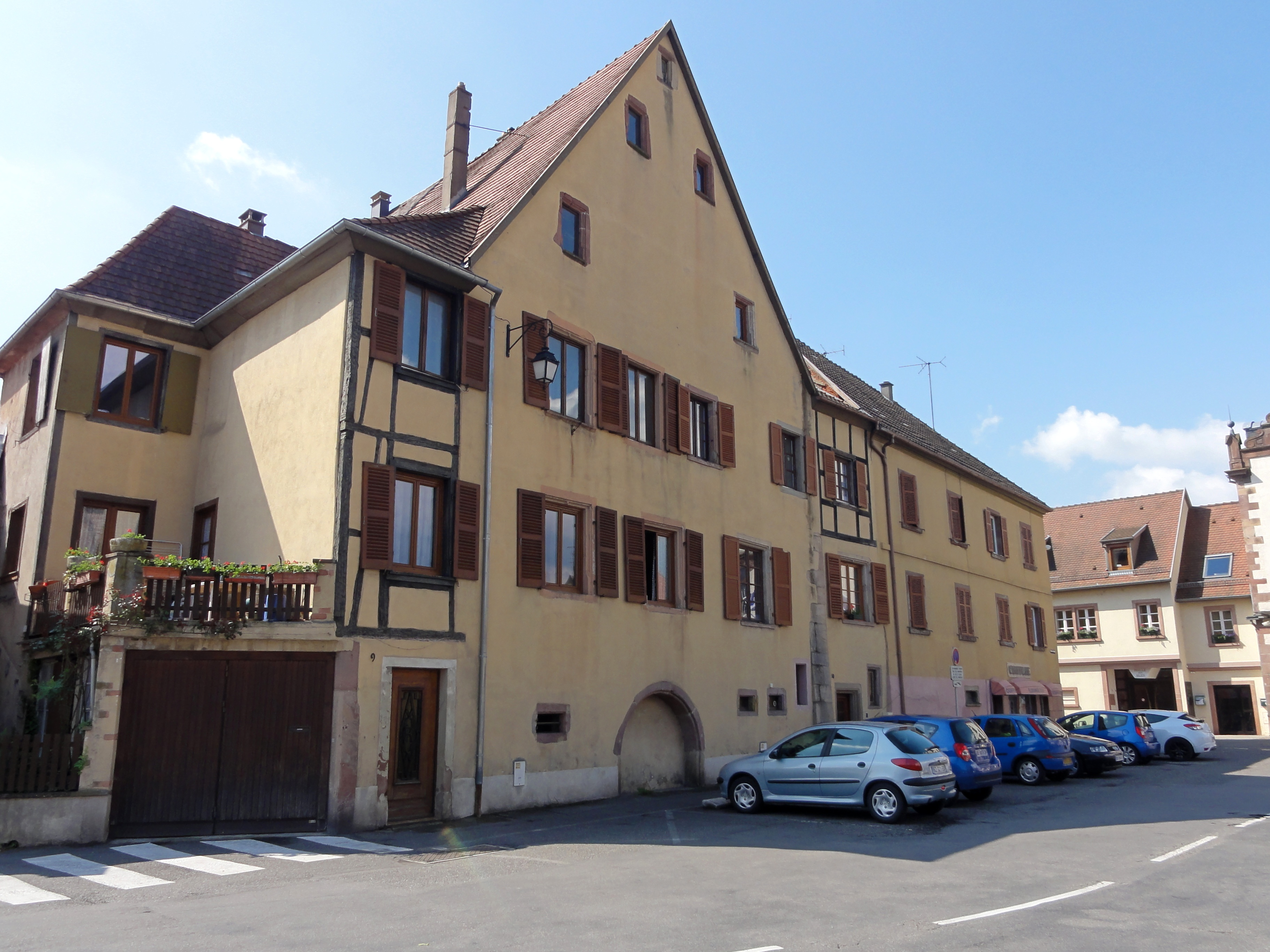
Maison de vigneron (XVIe), 9-10 place de l'Église.
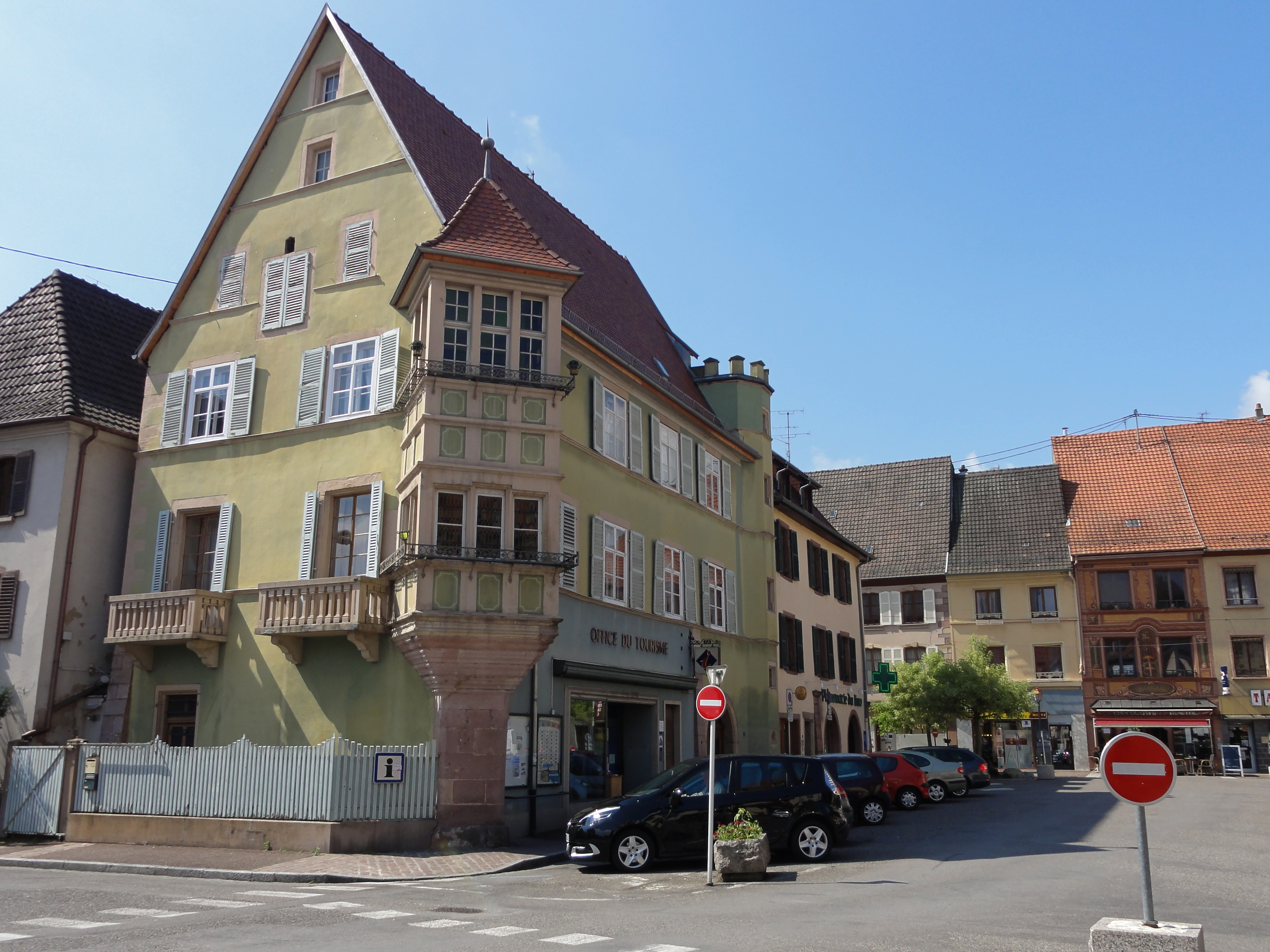
Maison (XVIe), 14 place de la République.
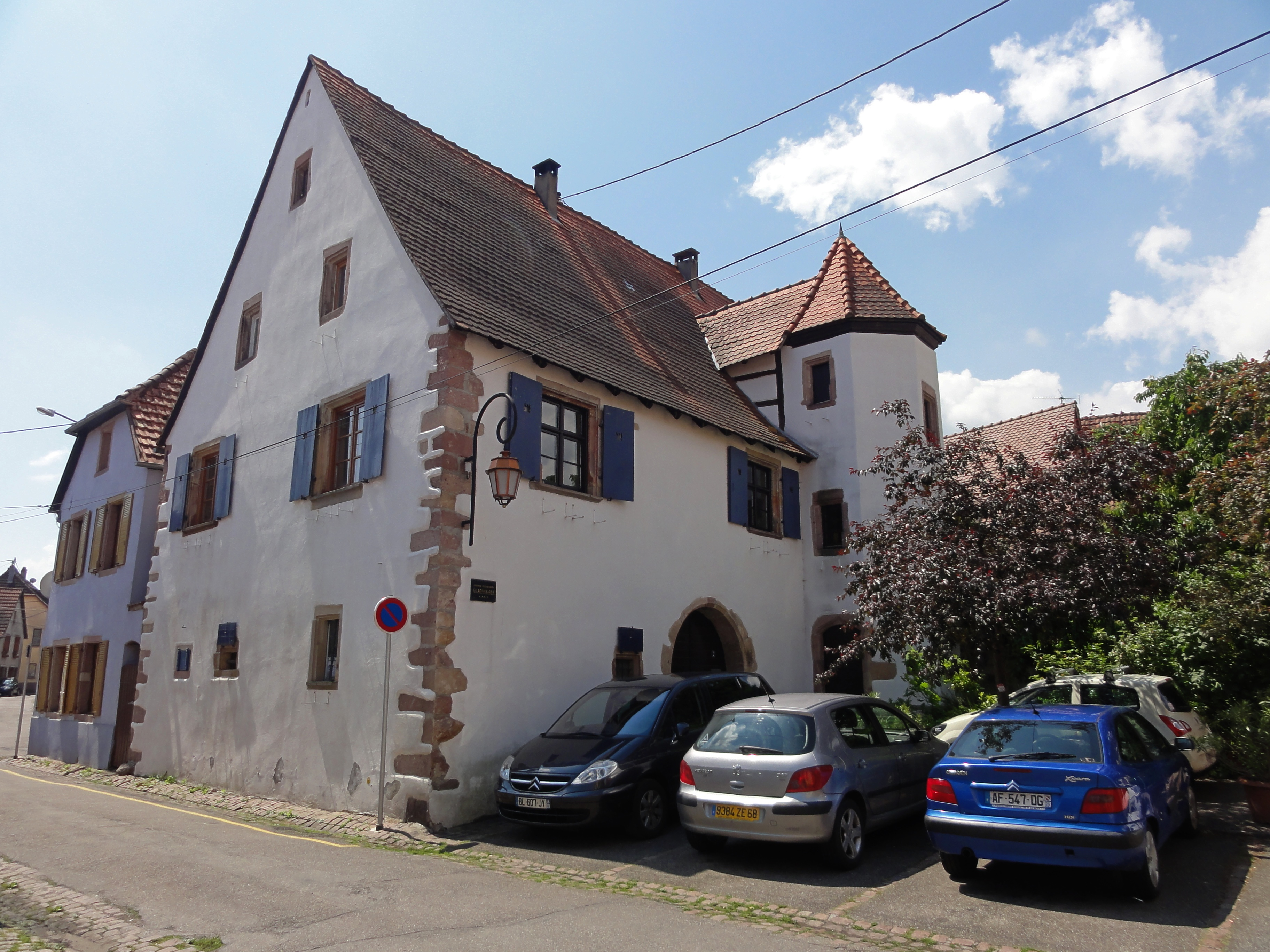
Maison de vigneron (XVIe), 2 rue des Blés.
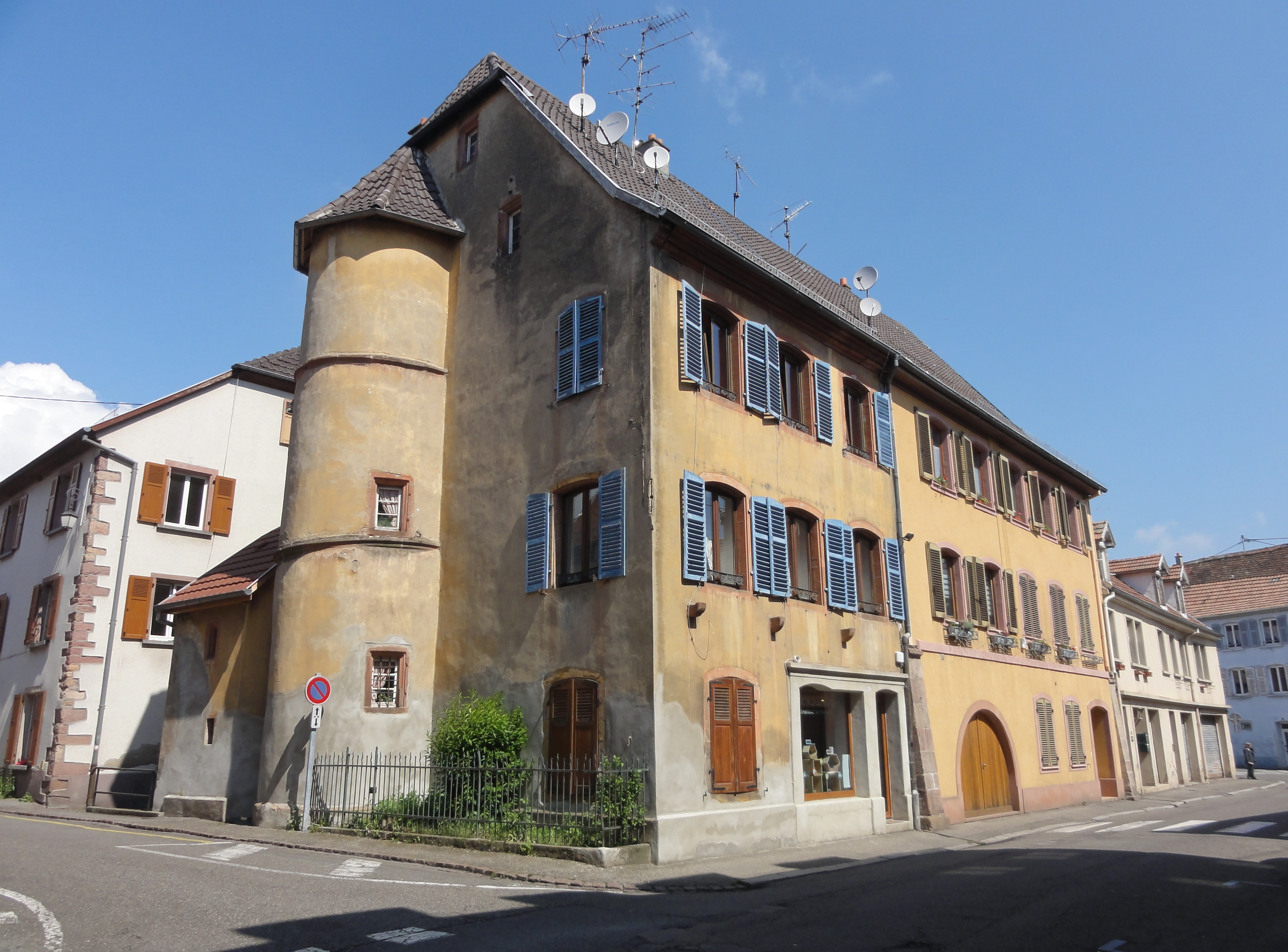
Maison (XVIe-XVIIIe), 38 rue Jean-Jaurès.
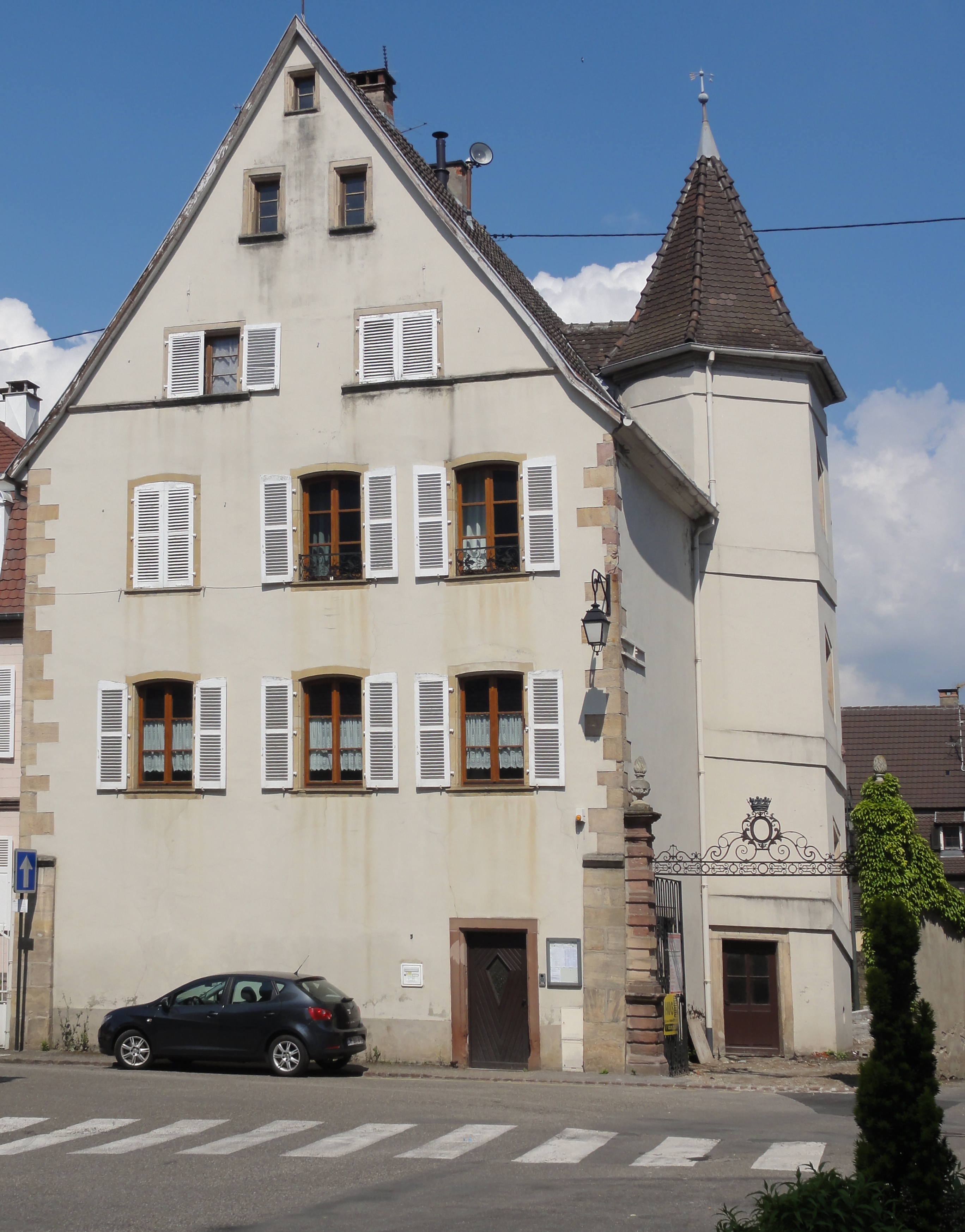
Maison de vigneron (1593), 5 rue de l'Église.
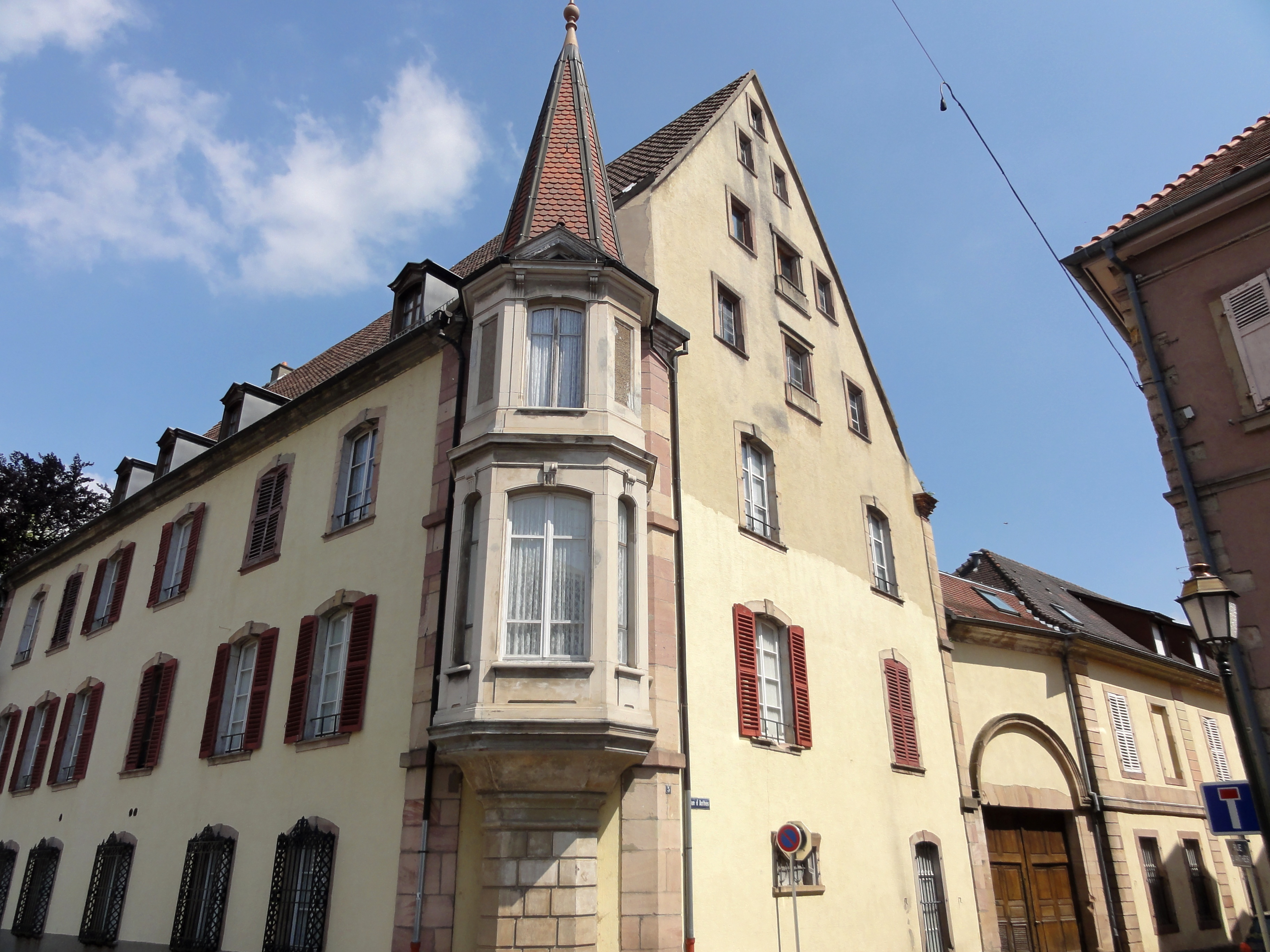
Demeure de notable dite Château Heeckeren d'Anthès (XVIIe-XIXe), rue d'Anthès.
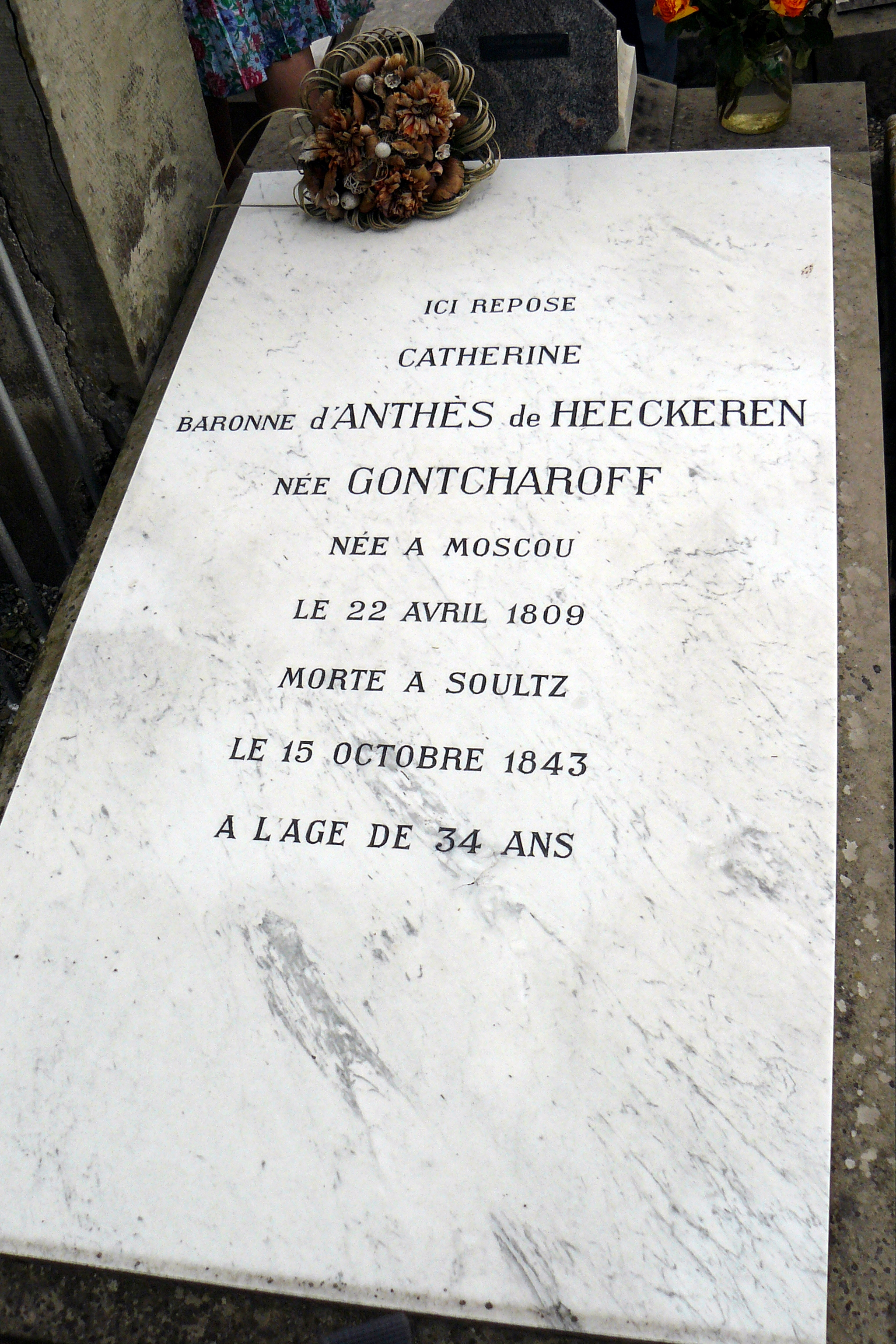
Pierre tombale de Catherine Gontcharova (belle-sœur de Pouchkine).
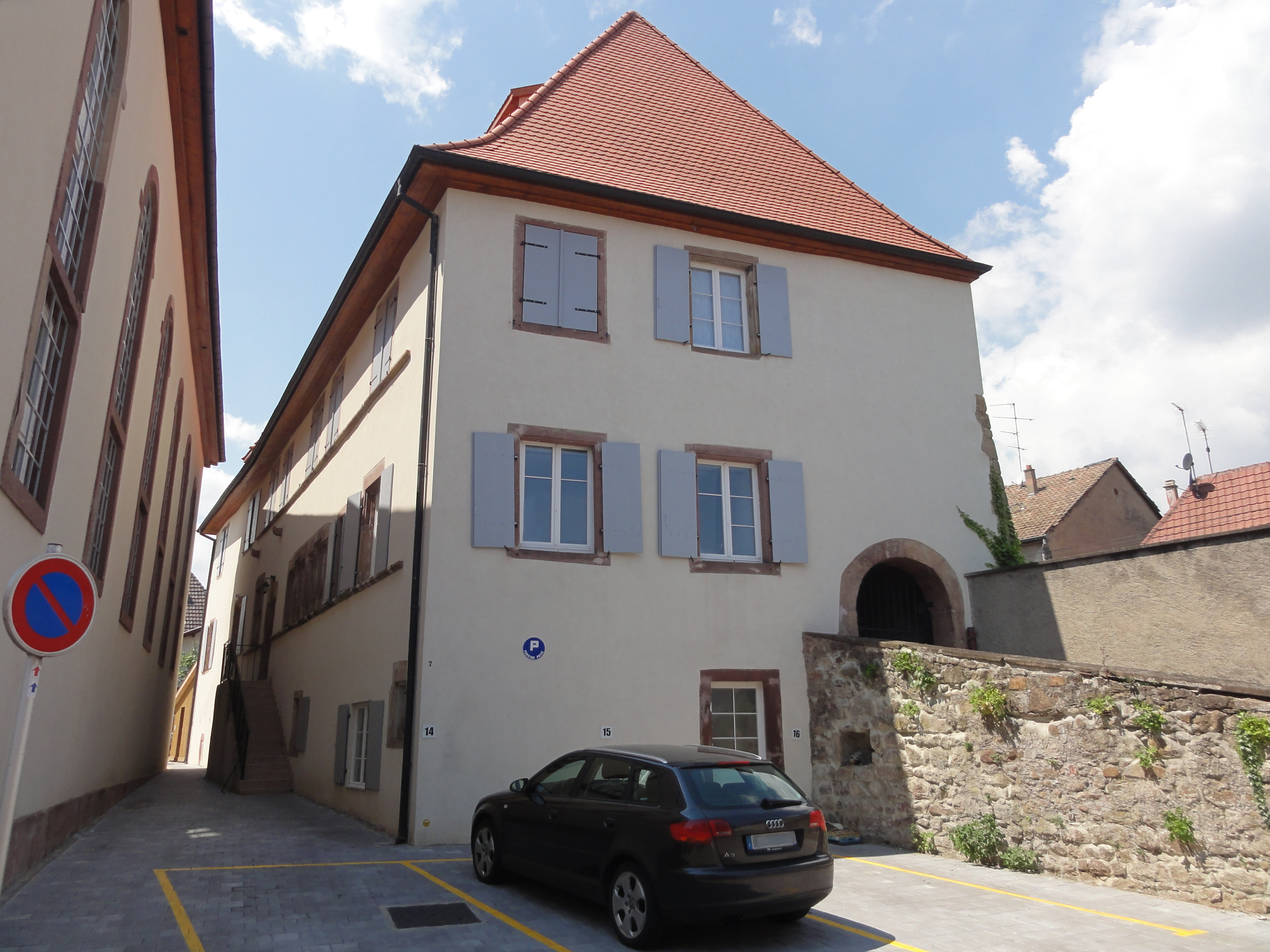
Ancien Béguinage, dit maison sur la Hoelle ou maison « Sur l'Enfer » (1575).

#### Lieux de promenade et de détente
En ville :
- Parc du Buchenek
- Promenade de la citadelle
- Parc le Forestier ( autrefois appelé "la peupleraie")
- Le tour des remparts

En forêt :
- Le vignoble
- La clairière des bruyères
- le Nez de Soultz
- le Grand ballon

Les aires de jeux et de loisirs en libre service :
- Parc de la citadelle (moins de 8 ans)
- Parc rue de l'Etang
- Parc du Kleinfeld
- Terrain de basket rue des chasseurs
- Parcours vitae au gros chêne

### Personnalités liées à la commune
- Jean-Baptiste-Antoine Méglin (1756-1824), né à Soultz, médecin au chapitre de Murbach notamment.
- François Jean Werlé (1763-1811), général de brigade, baron d'Empire.
- Auguste-César West (1810-1880), préfet du Haut-Rhin de 1848 à 1850 puis préfet du Bas-Rhin jusqu'en 1855 et de Haute-Garonne jusqu'en 1859.
- Georges Charles de Heeckeren d'Anthès (1812-1895), qui épousa Catherine Gontcharoff[91], sœur aînée de la femme d'Alexandre Pouchkine, Natalia Gontcharova. Un duel opposa les deux hommes (D'Anthès courtisait sa belle-sœur). Pouchkine fut tué par son beau-frère soultzien[92].
- Joseph Wertheimer (1833-1908), Grand Rabbin de Genève de 1859 à 1908, fait Chevalier de la Légion d'Honneur en 1877 pour son assistance envers les soldats français réfugiés en Suisse (guerre franco-prussienne de 1870)[93],[94].
- Joseph Vogt (1847-1922), découvreur des mines de potasse d'Alsace, est né à Soultz-Haut-Rhin.
- Eugène Bloch (1878-1944), physicien, contributions importantes à la spectroscopie, déporté à Auschwitz.
- Lucien Vogt (1891-1968), peintre paysagiste, élève de François Flameng[95].
- Robert Beltz (1900-1981), dessinateur et illustrateur bibliographique. Le collège de Soultz porte son nom. Une salle du musée historique du château de Bucheneck est consacrée à la vie et l’œuvre de l'artiste.
- Pierre Villon (1901-1980), de son vrai nom Pierre Ginsburger, est un homme politique français qui prend part à la Résistance.
- Roger Furst (1912-1972), militaire et résistant français, Compagnon de la Libération, mort à Soultz où une rue a été baptisée en son honneur.
- François-Xavier Durrwell (1912-2005), théologien et bibliste.
- Louis Wiederkehr (1925-2010), artisan peintre engagé dans la conservation et la restauration du patrimoine local.
- Katia Krafft (1942-1991), volcanologue, née à Soultz. Épouse du volcanologue Maurice Krafft. Tous deux furent emportés en 1991 par une coulée pyroclastique sur les flancs du mont Unzen (Japon).
- Bernard Genghini (né en 1958), footballeur, né à Soultz.

## Pour approfondir